# Santuario della Beata Vergine del Rosario di Pompei
Il pontificio santuario della Beata Vergine del Santo Rosario è un luogo di culto cattolico di Pompei, situato nella città metropolitana di Napoli.
È uno dei santuari mariani più visitati d'Italia.
Numerosi personaggi e santi vi hanno fatto visita tra cui san Ludovico da Casoria, san Luigi Guanella, san Giuseppe Moscati, san Giuseppe Marello, san Luigi Orione, san Leonardo Murialdo, san Padre Pio da Pietrelcina, santa Francesca Saverio Cabrini e san Massimiliano Maria Kolbe. Tra i papi che hanno visitato il santuario vi sono san Paolo VI, san Giovanni Paolo II, Benedetto XVI e Papa Francesco.
Il santuario ha la dignità di basilica pontificia.
È cattedrale della prelatura territoriale ed è sede della delegazione pontificia.

## Storia
La storia del santuario è legata a quella del beato Bartolo Longo, co-fondatore insieme alla sua consorte, la contessa Marianna Farnararo de Fusco (vedova del conte Albenzio de Fusco), con la quale condivise una vita dedicata al servizio dei più bisognosi.
Il santuario è stato costruito grazie alle offerte spontanee dei fedeli di ogni parte del mondo. La sua costruzione ebbe inizio l'8 maggio 1876 mediante la raccolta dell'offerta di un soldo al mese promossa dalla contessa. Primo a seguirne i lavori fu Antonio Cua, docente dell'Università di Napoli, che diresse gratuitamente la costruzione della parte rustica. Giovanni Rispoli in seguito si occupò della decorazione e della monumentale facciata inaugurata nel 1901. Il santuario fu elevato a basilica pontificia maggiore da papa Leone XIII il 4 maggio 1901.
A croce latina, aveva inizialmente una sola navata con abside, cupola, quattro cappelle laterali e due cappelle nella crociera. Ai due lati del santuario vi erano altre due cappelle con ingressi distinti ma intercomunicanti con la navata centrale: a sinistra, la cappella di Santa Caterina da Siena, ove fu esposto inizialmente il quadro della Madonna durante la costruzione del santuario; a destra, la cappella del Santissimo Salvatore che prese il posto dell'omonima parrocchia che sorgeva in quel luogo fino al 1898 e che fu poi ricostruita a poche decine di metri di distanza. Nel 1925 fu ultimata la costruzione del campanile alto ben 88 metri.
Con il passare del tempo e il sensibile aumento del numero dei fedeli si rese necessario l'ampliamento del santuario eseguito dal 1934 al 1938 su progetto del Chiappetta. Il santuario ebbe così tre navate (quella centrale non fu modificata) mentre vennero ampliate l'abside e la cupola. Gli esterni furono rivestiti in armonia con la monumentale facciata facendo acquistare al santuario l'aspetto di una grande basilica romana.
Negli anni successivi il santuario sopravvisse all'eruzione del Vesuvio del 1944 e all'arrivo delle truppe naziste che arrivarono a minacciarne la distruzione.
È stato meta di pellegrinaggi da parte di papa Giovanni Paolo II il 21 ottobre 1979 e il 7 ottobre 2003, di papa Benedetto XVI il 19 ottobre 2008 e di papa Francesco il 21 marzo 2015.
L'11 novembre 1962 nella piazza antistante il santuario fu collocato il monumento a Bartolo Longo, opera dello scultore ravennate Domenico Ponzi. Alla solenne cerimonia inaugurale intervenne l'allora presidente della repubblica, Antonio Segni.
Oltre che meta di pellegrinaggi, il santuario attira molti turisti da tutto il mondo. Ogni anno oltre quattro milioni di persone si recano in visita al santuario che risulta pertanto tra i più visitati d'Italia. In particolare l'8 maggio e la prima domenica di ottobre decine di migliaia di fedeli si recano nella città di Pompei per assistere alla pratica devozionale della Supplica alla Madonna di Pompei (l'Ora del Mondo, recitata dai devoti della Madonna del Rosario in contemporanea ovunque essi siano) scritta dal beato Bartolo Longo e trasmessa da radio e televisione in tutto il mondo.
In onore della Vergine del Santo Rosario, il beato Bartolo Longo compose una preghiera di Supplica, approvata dall'autorità ecclesiastica. La preghiera è nota e recitata in tutta la Chiesa, in modo particolare l'8 maggio (con indulgenza plenaria) a mezzogiorno e la prima domenica di Ottobre, quale introduzione ai rispettivi mesi di preghiera mariana.

## Storia del dipinto della Madonna

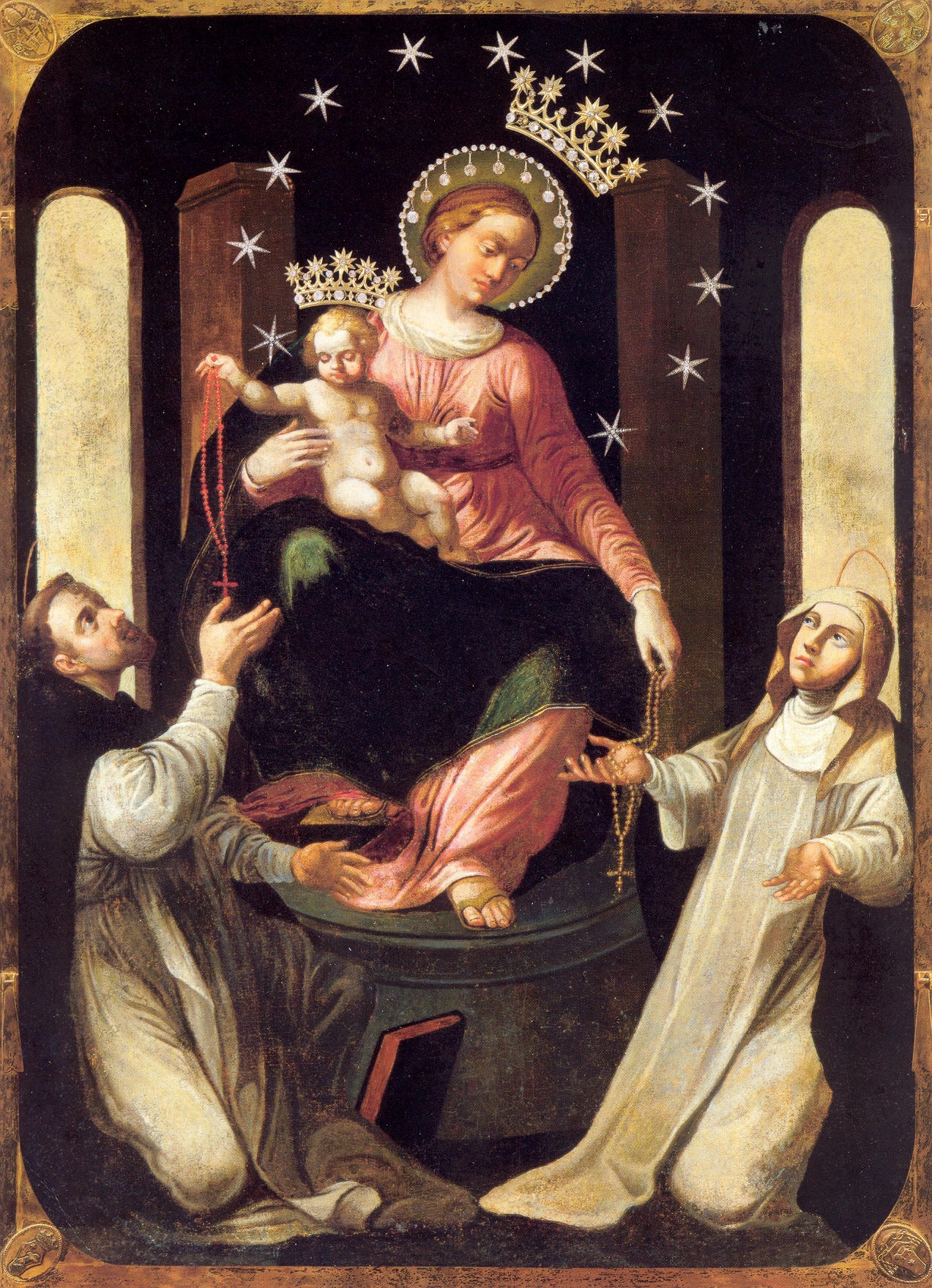
Il dipinto della Madonna di Pompei

Bartolo Longo, nel suo intento di propagandare la pratica del Rosario tra i pompeiani, si recò a Napoli per acquistare un dipinto della Madonna del Rosario. L'idea era quella di acquistarne uno già visto in un negozio: ma le cose andarono diversamente. Per puro caso infatti incontrò in via Toledo Padre Radente (suo confessore) che allo scopo gli consigliò di andare in suo nome al Conservatorio del Rosario di Portamedina e di chiedere a suor Maria Concetta De Litala un vecchio dipinto del Rosario che egli stesso le aveva affidato dieci anni prima. Bartolo seguì il consiglio ma rimase sconcertato quando la suora gli mostrò il dipinto: una tela corrosa dalle tarme e logorata dal tempo, mancante di pezzi di colore e con la Madonna che insolitamente porge la corona a santa Rosa anziché a santa Caterina da Siena come vuole la tradizione domenicana. 
Bartolo fu sul punto di rinunciare ma, dietro insistenza della suora, ritirò il dipinto. Nel tardo pomeriggio del 13 novembre 1875 l'immagine della Madonna giunse a Pompei su un carretto guidato dal carrettiere Angelo Tortora e adibito al trasporto di letame. Avvolta in una coperta logora e consunta, fu scaricata davanti alla fatiscente parrocchia del Santissimo Salvatore dove ad aspettarla c'erano l'anziano parroco Cirillo, Bartolo e altri abitanti. Quando, tolta la coperta, fu mostrato il dipinto, lo stesso stupore che a prima vista aveva colto Bartolo si manifestò anche negli altri presenti. Tutti concordarono che esso non potesse essere esposto in quelle condizioni se non dopo un suo restauro sia pure parziale.
Il primo fu opera di Guglielmo Galella, un pittore che riproduceva le immagini dipinte negli scavi dell'antica Pompei. Nei successivi tre anni la vecchia tela, esposta nella parrocchia del Santissimo Salvatore, andò incontro a ulteriori deterioramenti. Fu restaurata una seconda volta e sempre gratuitamente dal pittore napoletano Federico Maldarelli che si occupò tra l'altro di trasformare la figura di santa Rosa in santa Caterina da Siena. Un altro artista napoletano, Francesco Chiariello, sostituì la malandata tela allungandola di un palmo prima che Maldarelli effettuasse il secondo restauro.
Il dipinto non tornò nella parrocchia del Salvatore ma fu posto su un altare provvisorio allestito in una delle cappelle (ribattezzata successivamente di santa Caterina) all'interno del santuario in costruzione. L'immagine della Madonna si coprì ben presto di pietre preziose offerte dai fedeli quale attestato di grazie ricevute. Papa Leone XIII nel 1887 benedisse il meraviglioso diadema che cingeva la fronte della Vergine. Tra i diamanti e gli zaffiri che formavano le aureole sul capo della Madonna e del Bambino si potevano notare quattro rarissimi smeraldi offerti da due ebrei per grazia ricevuta.
L'ultimo restauro fu effettuato nel 1965 presso il Pontificio istituto dei padri benedettini olivetani di Roma, un restauro altamente scientifico durante il quale furono riesumati i colori originali che erano stati coperti da altri che vi si erano sovrapposti nel corso dei precedenti interventi e che furono fatti risalire a un valente artista della scuola di Luca Giordano (XVII secolo). Vennero inoltre eliminate quasi tutte le pietre preziose che avrebbero potuto arrecare danni alla tela. In quell'occasione l'immagine della Madonna rimase esposta alla venerazione dei fedeli per alcuni giorni nella basilica di San Pietro: il 23 aprile il dipinto fu incoronato da papa Paolo VI.
Il suo ritorno a Pompei avvenne in maniera solenne con un corteo di ecclesiastici e di fedeli che cresceva sempre più man mano che si attraversavano le città lungo il tragitto che da Roma portava a Pompei. A sera inoltrata il dipinto giunse a Napoli accolto con luminarie e fiaccolate per poi proseguire con un largo seguito di napoletani fino a Pompei dove il viaggio si concluse in modo trionfale con una grande manifestazione.
Nel 2000, in occasione del suo 125º anniversario, il dipinto è stato esposto per cinque giorni nel Duomo di Napoli venerato da migliaia di fedeli. Il ritorno a Pompei è stato fatto a piedi ripercorrendo il tracciato del 1875 e facendo tappa in diverse città della provincia. Per tutto il giorno centinaia di migliaia di persone hanno affollato il percorso di trenta chilometri che si snoda tra Pompei e il capoluogo campano.
Il 16 ottobre 2002 il dipinto è tornato in piazza San Pietro su esplicita richiesta di papa Giovanni Paolo II che, accanto alla “bella immagine venerata a Pompei”, ha firmato la lettera apostolica Rosarium Virginis Mariae.

## Descrizione

### Esterno

#### Facciata

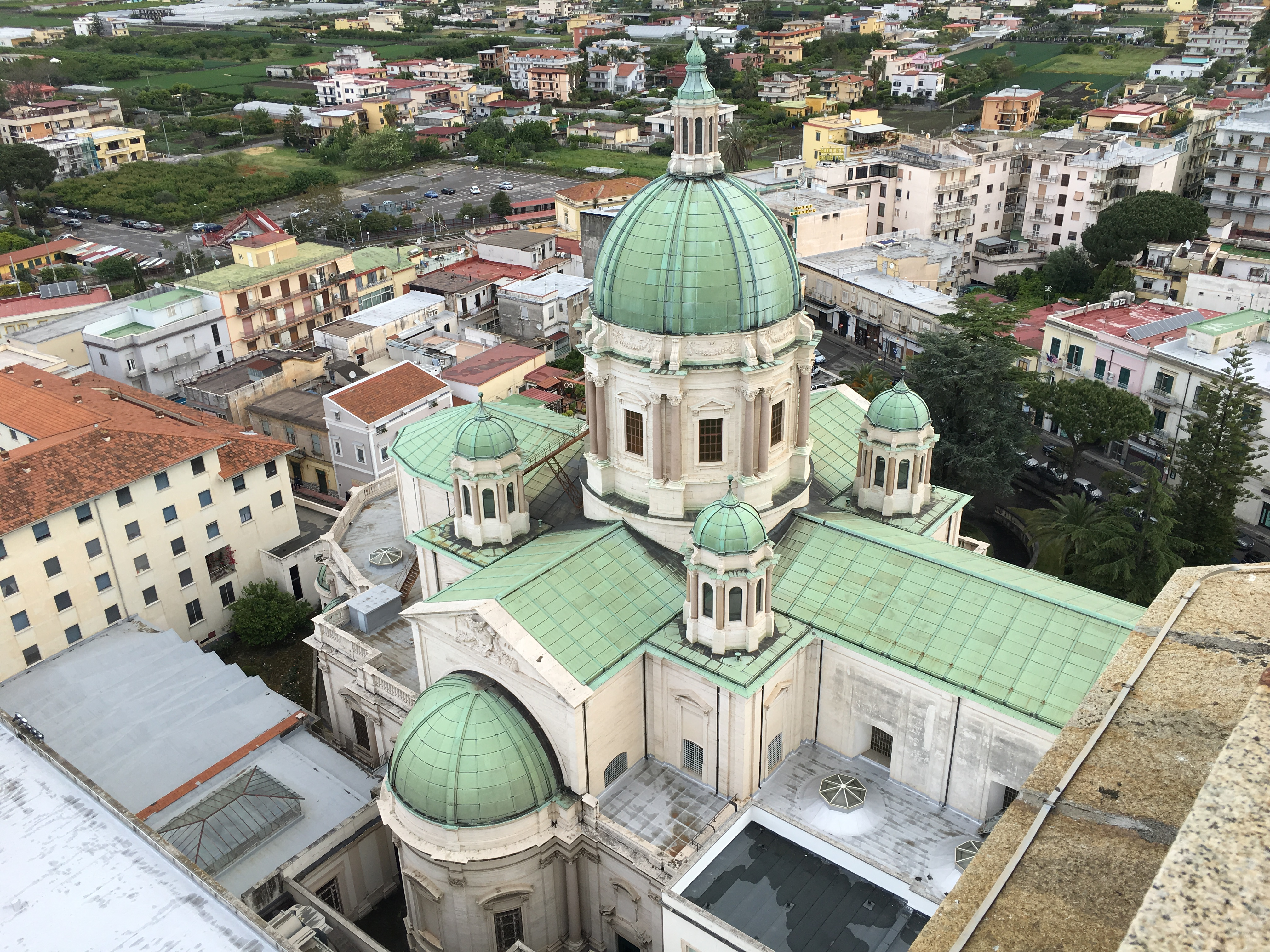
Esterno

Ha aspetto basilicale ed è caratterizzata da due ordini sovrapposti.
L'ordine inferiore, in stile ionico, presenta centralmente un corpo avanzato in corrispondenza della navata centrale. In quest'ordine sono presenti tre arcate (con la centrale maggiore) che immettono al portico e quindi ciascuna ad una navata. Nella parte bassa di quest'ordine è presente un robusto basamento dal quale si elevano, in corrispondenza di ciascuna arcata, pilastri (per le arcate laterali) e quattro colonne monolitiche di 6,80 metri di granito rosa (per l'arcata centrale). Tali pilastri e colonne hanno basi attiche e capitelli ionici. Sopra le arcate c'è la scritta "VIRGINI S.S. ROSARII DICATVM" (Dedicato alla Vergine del Santo Rosario).
L'ordine superiore segue la disposizione di quello inferiore, nella distribuzione dei pilastri e delle colonne, ma in stile corinzio. Nella parte centrale dell'ordine superiore, ovvero al di sopra dell'arcata maggiore, è situata la Loggia Papale, caratterizzata da una balaustra di marmo bianco. L'ordine superiore presenta una cornice, decorata con mensole, e nel mezzo un frontone, nel cui timpano è collocato lo stemma in marmo bianco di papa Leone XIII, dal quale il santuario è stato dichiarato Basilica il 4 maggio 1901.
Alla sommità dell'ordine superiore è presente un attico con balaustra. Ai lati di quest'ultima sono posti un grosso orologio (a sinistra) e una meridiana di pari dimensioni (a destra). Al centro invece, su una robusta base, è collocata la statua della Vergine del Rosario. Tale statua, opera dello scultore Gaetano Chiaromonte, è alta ben 3,25 metri ed è stata tratta da un sol pezzo di marmo di Carrara dal peso di 180 quintali. Sulla base su cui poggia la statua, è scolpito il motto "PAX" (Pace) cui l'intera facciata è dedicata e più in basso la data MCMI (1901).
Nel portico della facciata sono collocate quattro nicchie ove sono poste le statue in marmo di San Ludovico da Casoria, di San Luigi Guanella, di San Leonardo Murialdo e di Santa Francesca Saverio Cabrini, nomi legati alla storia del santuario.

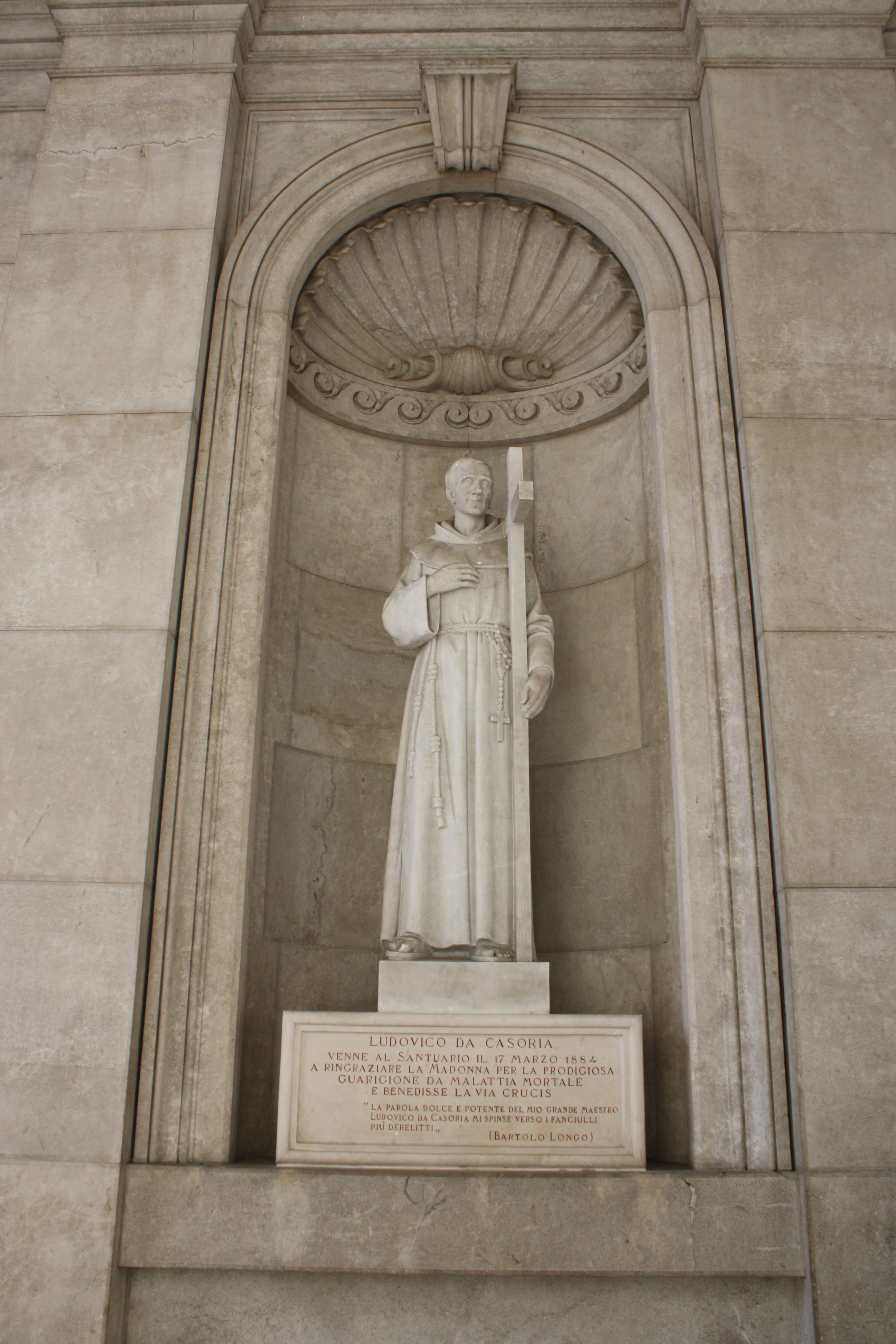
Statua di San Ludovico da Casoria
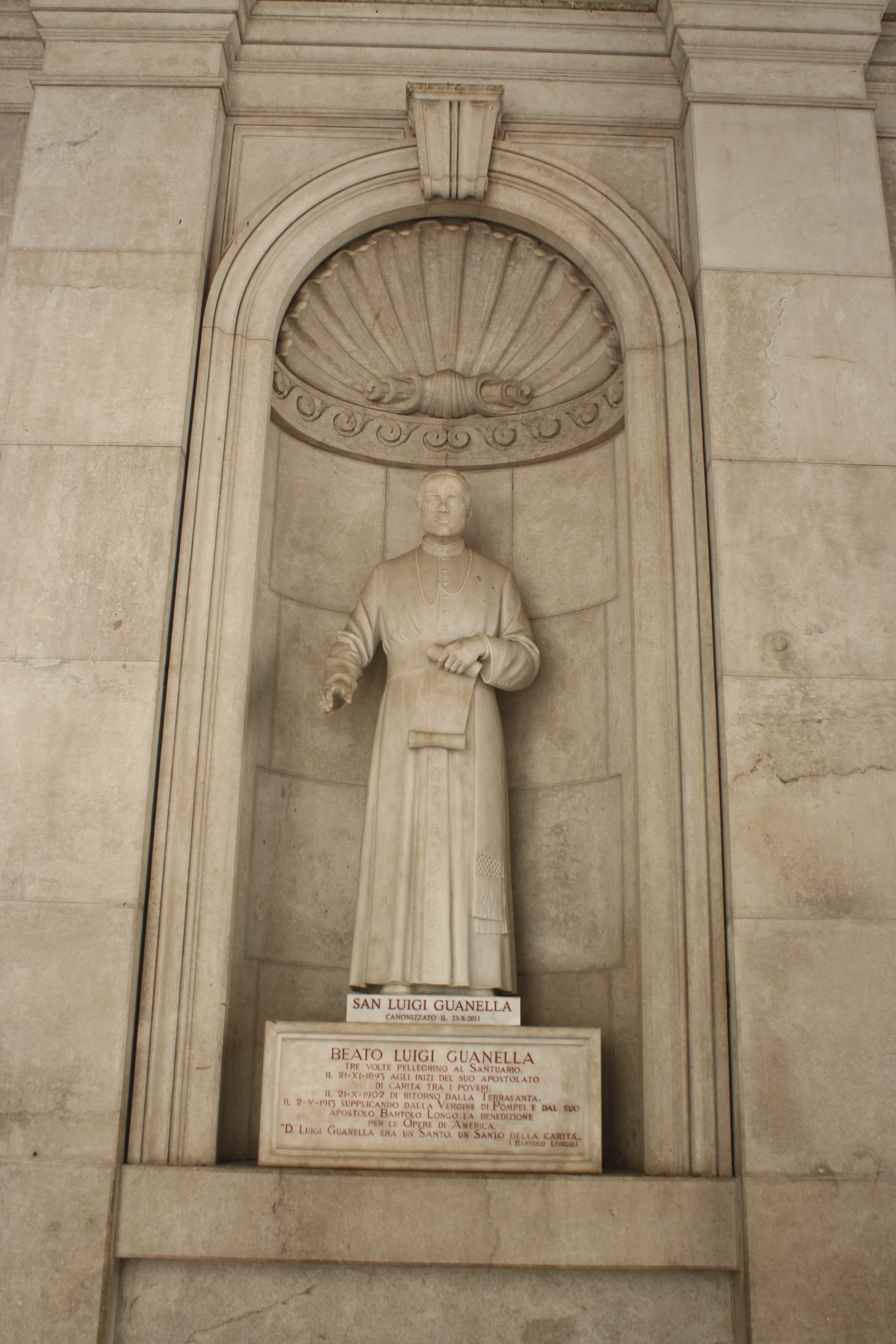
Statua di San Luigi Guanella
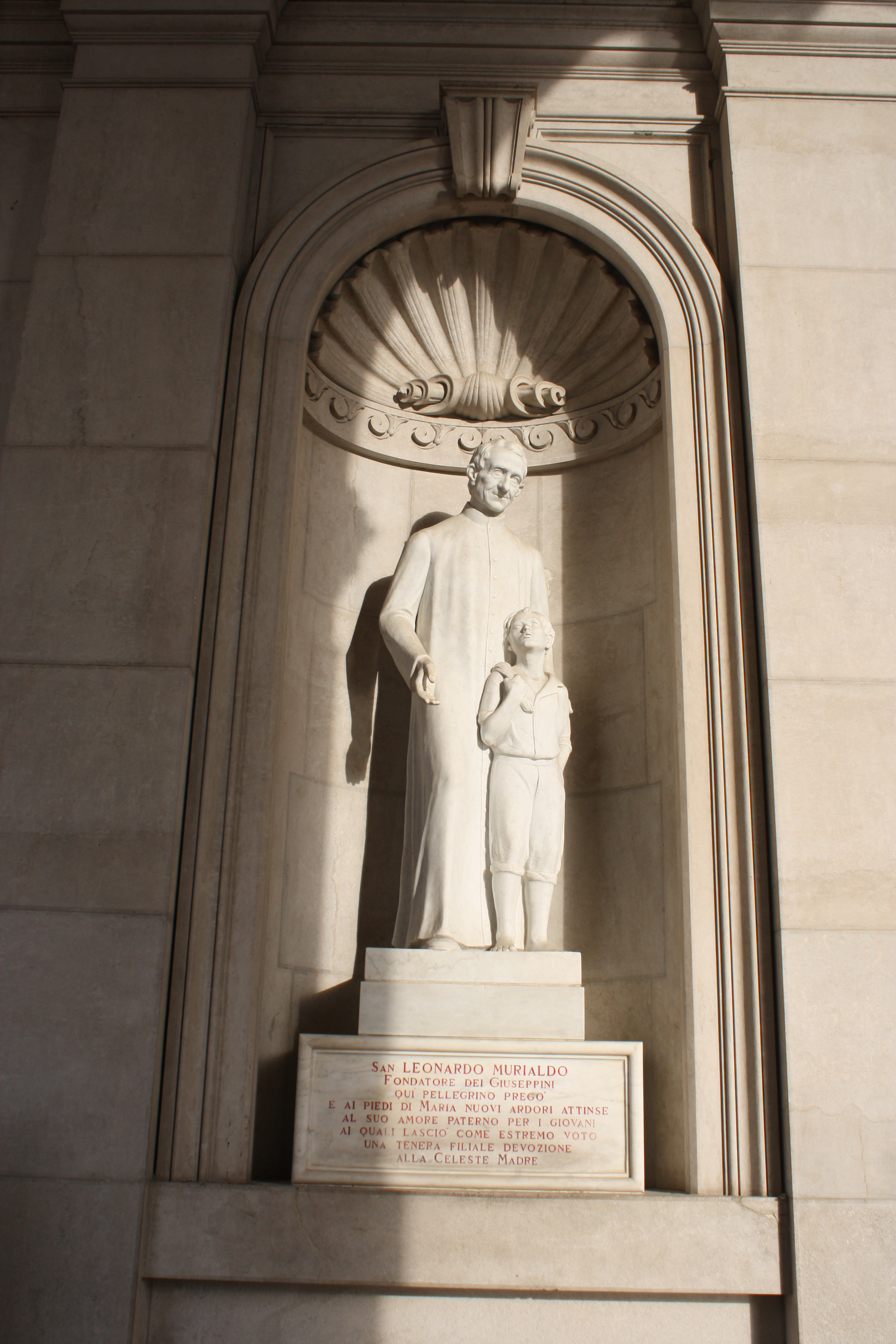
Statua di San Leonardo Murialdo
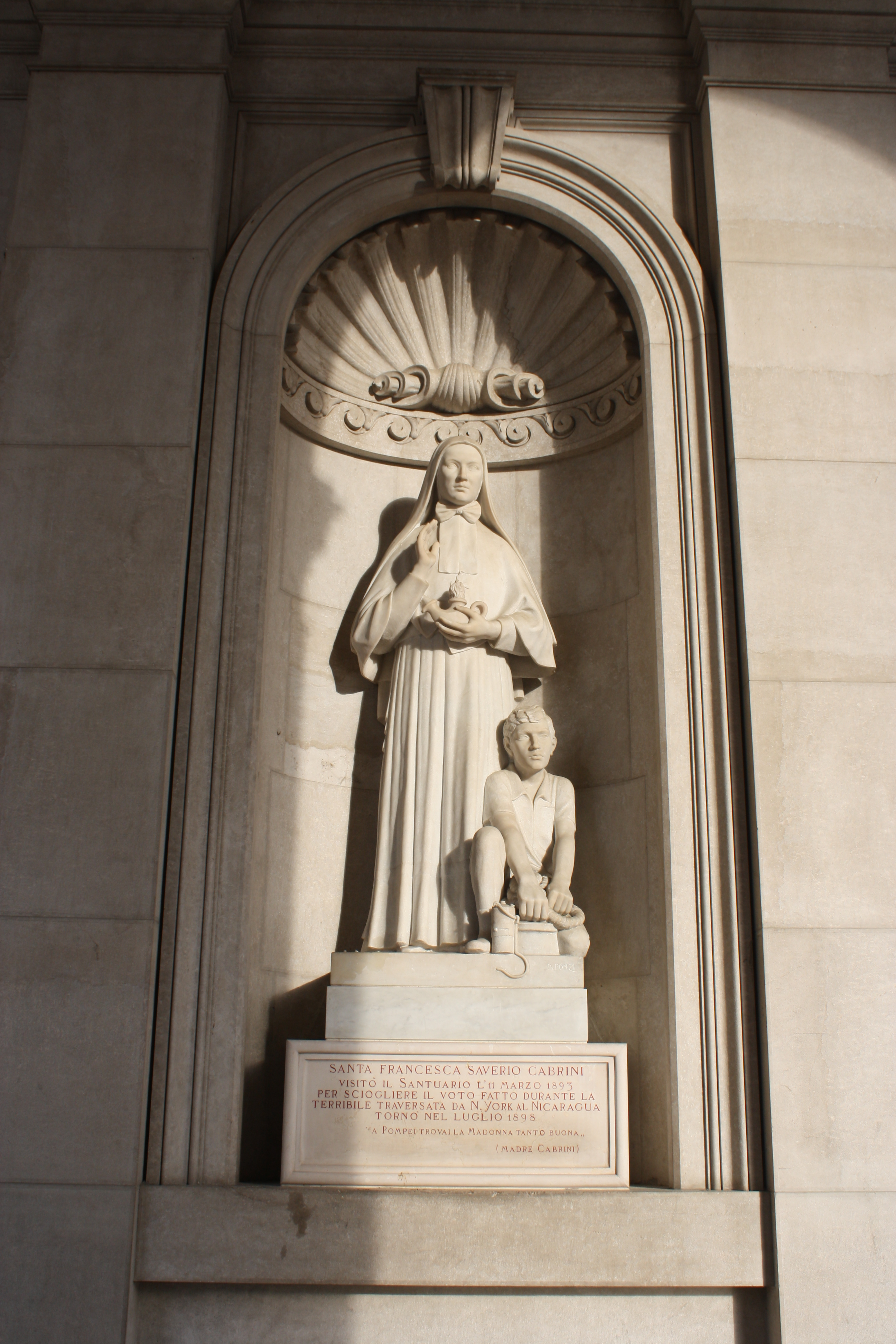
Statua di Santa Francesca Saverio Cabrini

#### Il campanile

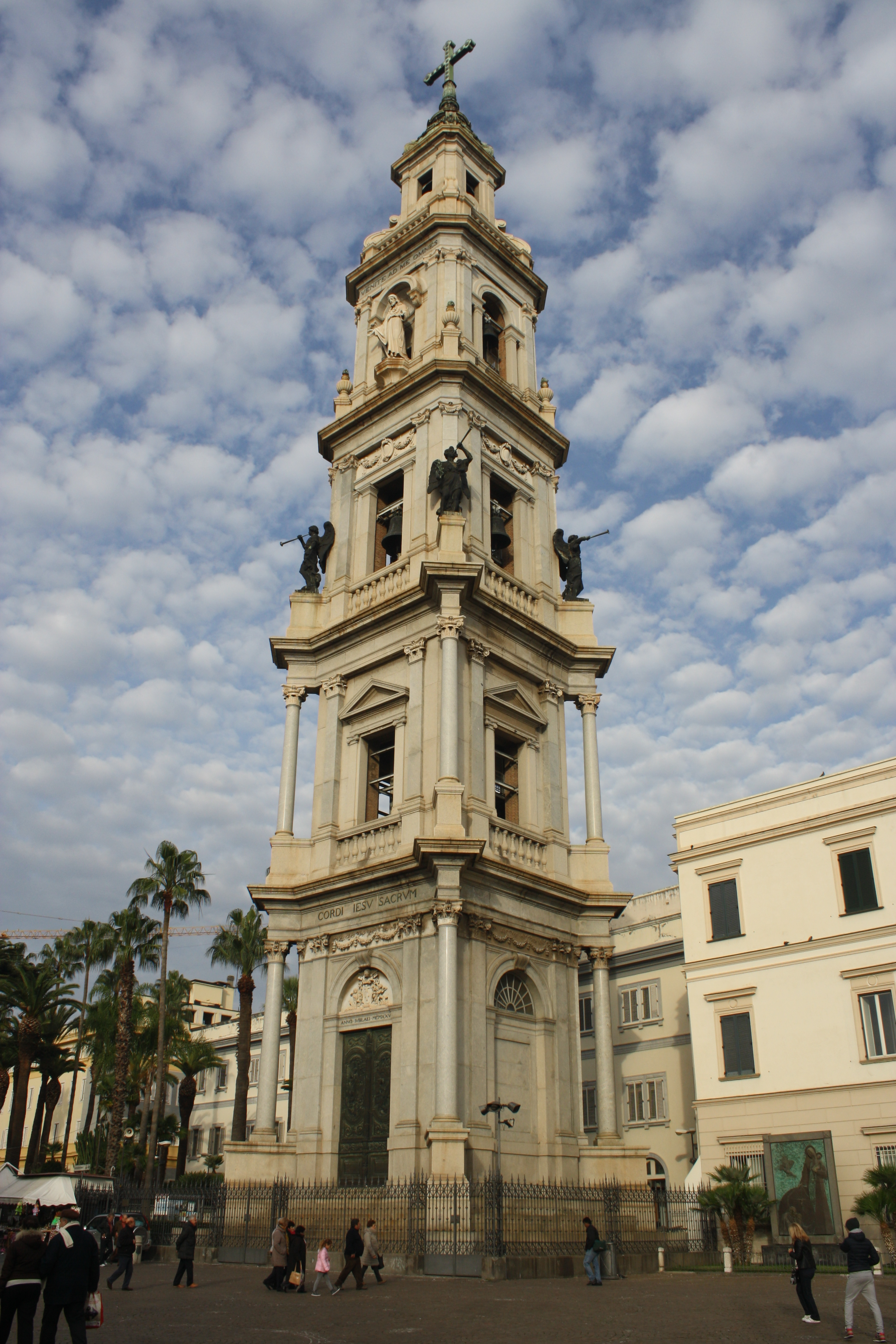
Il campanile

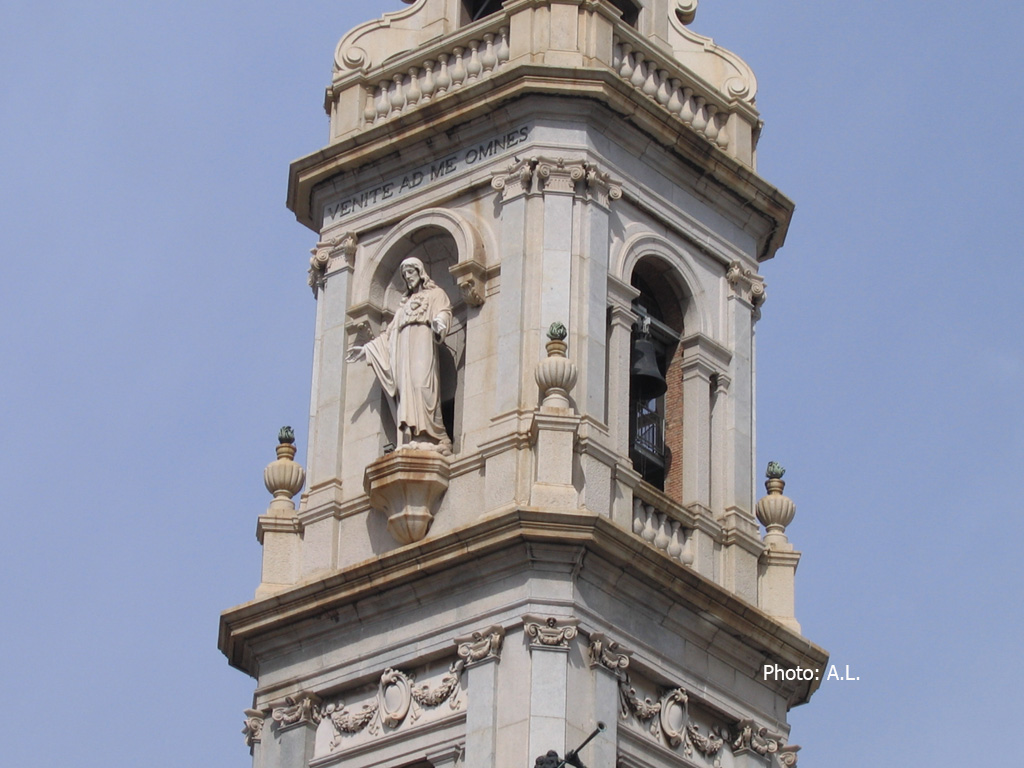
Dettaglio del campanile, con la statua del Cristo

La posa della prima pietra del campanile avvenne il 12 maggio 1912. Dopo tredici anni, il 24 maggio 1925 avvenne l'inaugurazione con una solenne cerimonia in presenza di Bartolo Longo (che allora aveva 84 anni). Il campanile sorge su una palizzata in cemento armato di una superficie di circa 400 m². Architettonicamente la struttura è costituita da tre parti: l'esterna, decorata di granito grigio; l'interna di mattoni pressati; una terza centrale composta da un'armatura a castello di travi metalliche che forma una torre di collegamento, dal peso di 100 000 kg, che sostiene una scala in ferro che conduce fino alla sommità. Il campanile è visibile anche a chilometri di distanza in quanto è alto ben 80 metri e presenta al vertice una croce di bronzo alta 7 metri (illuminata di notte), opera dell'architetto Aristide Leonori. È in stile corinzio ed è caratterizzato da cinque ordini sovrapposti, all'ultimo dei quali è presente una terrazza con balaustra, raggiungibile mediante un ascensore interno, visitabile tutti i giorni e dalla quale è possibile avere una vista panoramica che passa dalle isole del golfo fino all'Appennino, agli Scavi, al Vesuvio e alla Valle del Sarno. Al primo ordine è presente un portone di grandi dimensioni baroccamente decorato. Una nicchia al quarto ordine racchiude un'imponente statua di 6 metri e dal peso di 180 quintali in marmo di Carrara, rappresentante il Sacro Cuore di Gesù con sopra la scritta "VENITE AD ME OMNES" (Venite a me voi tutti). Ai quattro angoli del terzo ordine sono invece posti quattro grandi angeli in bronzo che danno fiato alle trombe. Un sistema elettrico mette in funzione un concerto di otto campane, di differenti dimensioni e quindi di suono. La campana maggiore ha 2 metri di diametro e pesa 50 quintali. Tali campane, riccamente decorate, furono formate dalla fonderia Marinelli nel cortile della allora proprietà Falanga in Via Sacra, a poche decine di metri dal santuario, usando 100 quintali di cannoni di guerra, cui si aggiunsero 50 quintali di rame e una quantità proporzionale di stagno per ottenere i 180 quintali di bronzo necessari.

### Dati tecnici
| N. | Dedica | Diametro (mm, ca.) | Peso (kg, ca.) | Nota nominale |
| 1  | Vergine del Santo Rosario di Pompei, Sacro Cuore di Gesù, Santa Margherita Maria Alacoque e Santi Pietro e Paolo | 1,94               | 5 000          | lab2 50/100   |
| 2  | San Giuseppe, Sant'Anna, San Bartolomeo e Sant'Augusto                                                           | 1,74               | 3 900          | sib2 39/100   |
| 3  | Quattro Evangelisti: Marco, Matteo, Luca e Giovanni                                                              | 1,56               | 2 800          | do3 28/100    |
| 4  | San Giovanni Battista, Sant'Andrea, San Michele e San Francesco                                                  | 1,44               | 2 100          | reb3 21/100   |
| 5  | San Benedetto, San Vincenzo Ferreri, Sant'Ignazio di Loyola e Sant'Alfonso Maria de Liguori                      | 1,32               | 1 600          | mib3 16/100   |
| 6  | San Gennaro, San Tommaso, Sant'Aristide e San Paolino da Nola                                                    | 1,18               | 1 200          | fa3 12/100    |
| 7  | Santa Maddalena, Santa Cecilia, San Pio V e Santa Rita da Cascia                                                 | 1,08               | 850            | solb3 8,5/100 |
| 8  | Padri della Chiesa di San Girolamo, Sant'Ambrogio, Sant'Agostino e San Giovanni Crisostomo                       | 0,97               | 630            | lab3 6,3/100  |

### Interno
Durante i lavori di ampliamento del santuario del 1934-38 la superficie sacra fu quintuplicata fino a raggiungere ben 5000 m². In particolare la navata centrale rimase intatta, ma fu prolungata notevolmente, furono create le due navate laterali in corrispondenza dei due ingressi laterali della facciata, fu abbattuta la vecchia cupola per costruirne un'altra più alta, più avanti e fu aumentato il numero degli altari. Infine utilizzando lo spazio tra le grandi campate in cemento armato che si erano rese necessarie per sostenere l'imponente peso della struttura, tra le fondazioni, fu ricavata una cripta.
La navata centrale, che quindi non subì grandi modifiche, presenta tutto intorno un grande cornicione corinzio. La volta, divisa in vari compartimenti riccamente decorati, presenta nel mezzo un affresco di grandi dimensioni di Vincenzo Paliotti. Ai lati della navata centrale, trovano spazio anche le due statue bronzee (opera del Tonnini) dei Fondatori (Bartolo Longo e la Contessa De Fusco).
L'attuale abside, quintuplicata rispetto all'originale, è sostenuta da due grandi colonne di marmo grigio e da 8 colonne più piccole in marmo colorato che sorreggono le 9 arcate su cui poggia la volta centrale dell'abside. L'affresco della volta centrale che rappresenta l'Assunzione della Vergine è opera di Pasquale Arzuffi. Una balaustra a semicerchio circonda il trono e l'altare maggiore. Al centro di essa vi è un artistico cancello con cinque nicchie in ciascuna delle quali è collocata una statua d'argento (rappresentano la religione, la fede, la carità, la speranza e la purità).
Il trono è distaccato dall'altare. Due pilastri rivestiti in marmo nero sorreggono il piano del trono. Su di esso sono collocate due angeli di bronzo (opera dell'artista Salvatore Cepparulo). Quattro colonne in marmo alte 4 metri, si innalzano dal piano del trono e presentano basi e capitelli corinzi in bronzo dorato. La parte posteriore del trono è rivestita di marmi preziosi.
Il quadro della Madonna è collocato tra marmi policromi, lastre di onice e lapislazzuli ed intorno sono presenti 15 medaglioni in rame sui quali il Paliotti dipinse i "quindici misteri" del Rosario. Il 12 luglio 2018 sono stati aggiunti intorno al quadro anche i 5 misteri della luce, facendoli diventare 20.

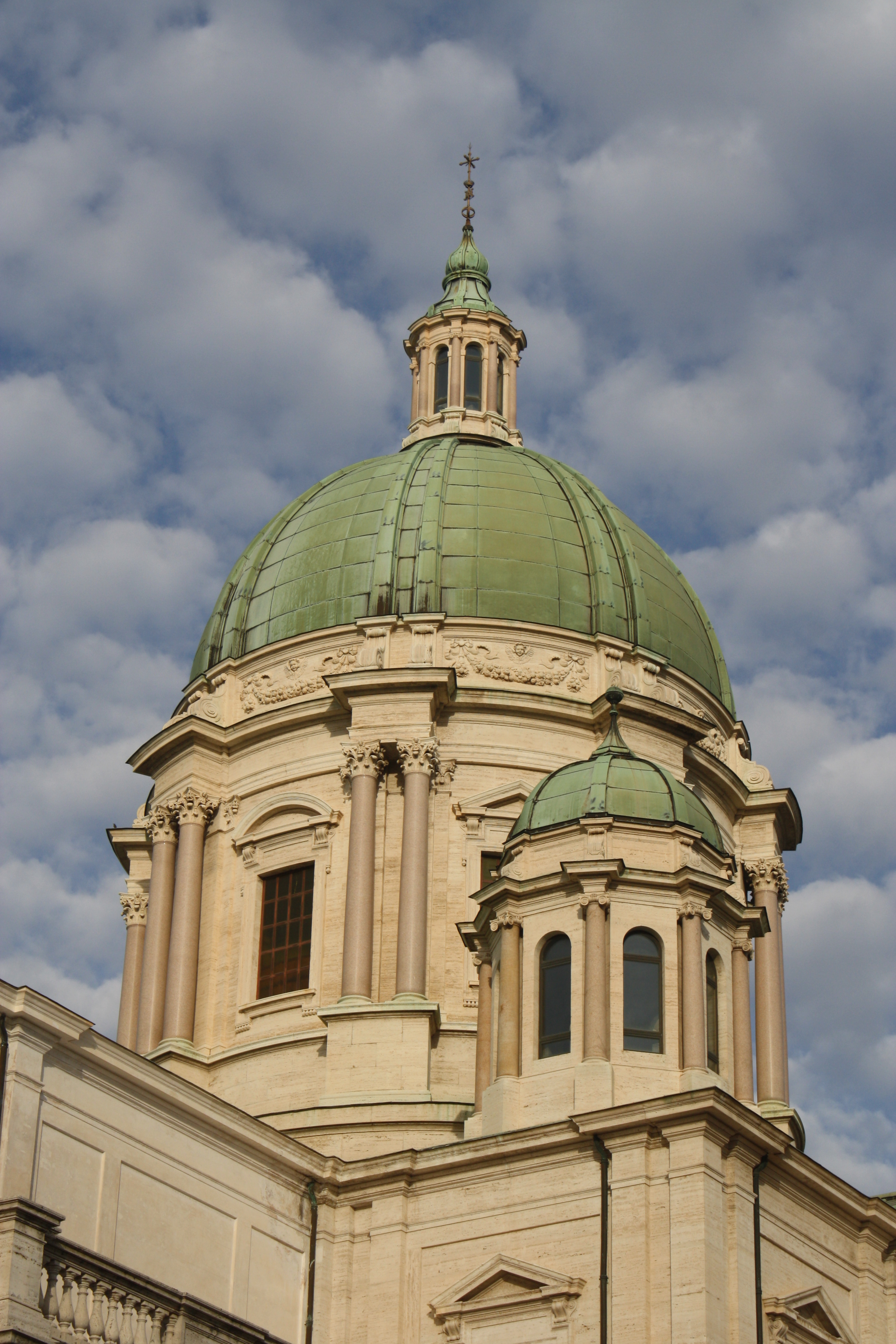
L'esterno della cupola

Il ciborio, ad imitazione del Pantheon di Roma, è ricco di metalli e marmi preziosi. Ha forma ottagonale e possiede una grande quantità di oro, argento, bronzo, marmo e statue bronzee.
Nelle volte delle cappelle delle navate laterali e dell'abside sono rappresentati i "quindici misteri" in mosaico della Scuola Vaticana. E sugli altari di tali cappelle vi sono quadri dipinti da artisti di diversi periodi.
La primitiva cupola, alta 29 metri, fu sostituita dopo i lavori di ampliamento con l'attuale, di maggiori dimensioni e alta ben 57 metri. Essa è al centro di altre quattro cupole minori. Architettonicamente si compone di due tamburi sovrapposti e termina con un cupolino dal quale svetta la croce. Essa è stata affrescata dall'artista Angelo Landi, il quale vi ha dipinto 360 figure su una superficie di ben 509 m².

### Cripta

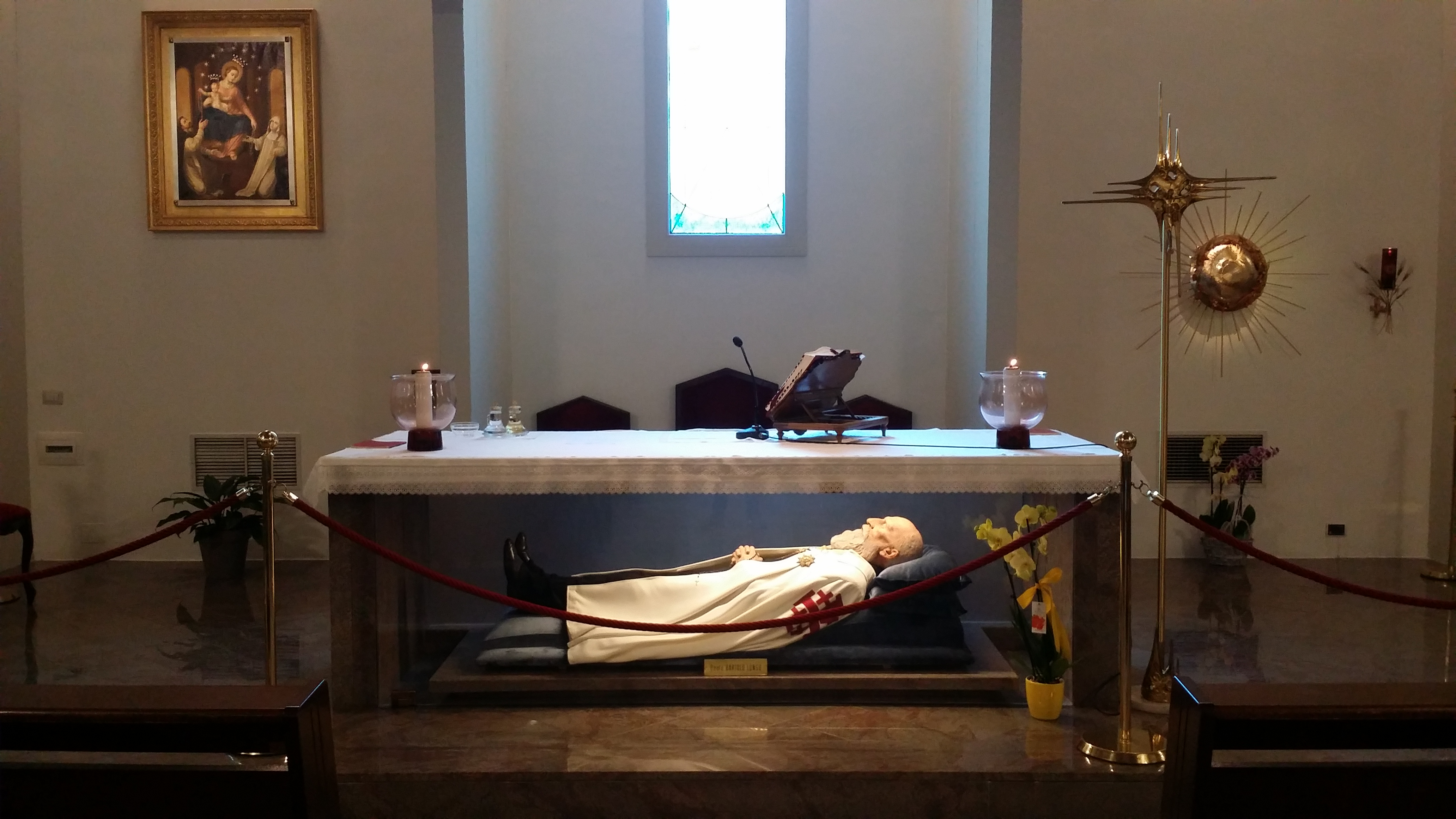
Urna contenente il corpo del beato Bartolo Longo situata nella cappella omologa del Santuario della Beata Vergine del Rosario di Pompei.

Ricavata tra le fondazioni del santuario, dopo i lavori di ampliamento, la cripta è in effetti un secondo santuario ove si celebrano le messe ed hanno luogo le confessioni. Al centro è collocato l'altare maggiore mentre gli altri altari sono alle spalle di quello principale. Dietro l'altare centrale, in una cappella dedicata al Beato, riposano i resti di Bartolo Longo, raccolti e ricomposti in un'urna esposta ai fedeli. Riposano nella cripta anche i resti della Contessa De Fusco, di padre Radente, di suor Maria Concetta De Litala, del vescovo di Nola mons. Formisano, del patriarca Anastasio Rossi, del vicario mons. Vincenzo Celli e di mons. Francesco Saverio Toppi, arcivescovo emerito di Pompei e frate cappuccino. I pilastri della cripta sono stati affrescati da Mirco Casaril con vicende che illustrano le prime vicende della storia del santuario e dell'Incoronazione dell'immagine della Vergine, fatta da Paolo VI nel 1965, dopo il restauro. Sulle pareti della cripta si ammira anche la Via Crucis donata da padre Ludovico da Casoria, quando il santuario era ancora in costruzione.

### Organi a canne

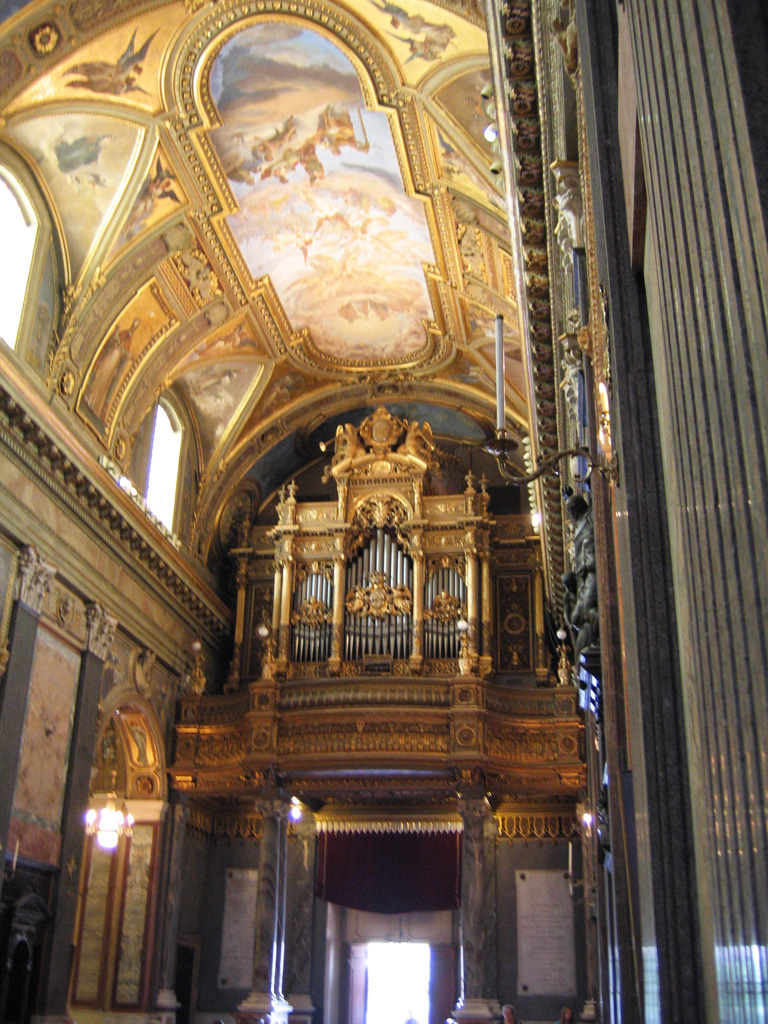
L'organo a canne

#### Organo maggiore
Durante la costruzione del santuario, Bartolo Longo ordinò a Pacifico Inzoli la costruzione dell'organo a canne del santuario. Lo strumento venne collocato sopra la cantoria in controfacciata e la sua inaugurazione fu l'8 maggio 1890. L'organo era a tre tastiere (Grand'Organo-Espressivo-Espressivo) con pedaliera; i registri della seconda e della terza tastiera erano gli stessi.
Dopo la seconda guerra mondiale, Vincenzo Mascioni ricostruì l'organo su progetto dei Maestri Fernando Germani e Ferruccio Vignanelli; il nuovo strumento venne realizzato nel 1949 e inaugurato nel 1952.
Un organista storico del santuario di Pompei fu il fratello delle scuole cristiane: Nicolino Sicignano (1907-1990).
L'organo a canne Mascioni opus 650, a trasmissione elettronica per la consolle ed elettro-pneumatica per i registri, consta di sette corpi fonici, quattro sul portale e tre in cupola: sulla cantoria in controfacciata il Positivo, il Grand'Organo, l'Espressivo, comandati rispettivamente dalla prima, dalla seconda e della terza tastiera, e la prima sezione del Pedale; nella cupola, il Solo, l'Eco, comandati rispettivamente dalla seconda e dalla terza tastiera, e la seconda sezione del Pedale.
La cantoria, pregiatamente decorata, racchiude l'organo portale in una cassa lignea dorata, contenente anche canne degli organi preesistenti, e accoglie la consolle Mascioni a tre manuali di 61 note ciascuno e pedaliera concavo-radiale di 32 note.
Nell'anno 2005, la Ditta Mascioni ha effettuato un restauro radicale, con il rifacimento di alcune componenti interne e la sostituzione del precedente impianto trasmissivo tra la consolle e i corpi fonici con un sistema elettronico di più moderna tecnologia.
Nel mese di febbraio 2016, sono iniziati i lavori di manutenzione straordinaria del Grande Organo Monumentale, affidati alla Casa organaria costruttrice Mascioni, in seguito ad un periodo di inutilizzo dovuto ai lavori di restauro della Basilica, non ancora terminati.
L'organo dispone di 87 registri e 5624 canne.

#### Organo del deambulatorio
Nel deambulatorio, alla destra dell'altare maggiore, si trova un organo costruito dalla ditta Consoli nel 2011; esso è costituito da una consolle elettronica Rodgers Artist Series 599 con registri campionati e da un corpo di canne da essa comandato. I registri sonori reali e derivati, in totale dieci, sono distribuiti sulla seconda e terza tastiera della consolle elettronica, che ha tre tastiere di 61 note ciascuna ed una pedaliera concavo-radiale di 32.

## Donazione delle sacre reliquie
Nel 1902 la famiglia Ciccodicola di Arpino donò al santuario di Pompei due preziose reliquie. Nello specifico si trattava di una spina, intrisa di sangue, che sarebbe appartenuta alla corona di spine posta sul capo di Gesù Cristo e di un pezzetto di legno della santa croce.

## Il museo
Il Museo Diocesano di Pompei si divide in due plessi: il Museo del Santuario e il Museo del Villino di Bartolo Longo. La prima sezione, quella del Museo del Santuario, è stata istituita nel 1900 e successivamente ristrutturata e ampliata prima nel 1970 e poi nel 2000 in occasione dell’anno giubilare. Tale sezione si trova all'interno del santuario.

### Le esposizioni
All’interno del museo è possibile trovare dei reperti di tipo storico-artistico e prevalentemente ex voto del Santuario: argenti, ori, arredi liturgici, avori, coralli, ceramiche, presepi napoletani, armature e altri oggetti di grande valore. All’interno delle vetrine vi sono principalmente santi e Madonne scolpiti o dipinti su tavolette.
Fu molto importante il lavoro di alcuni artigiani, che hanno contribuito alla formazione della memoria storica del popolo e ad un’importante testimonianza artistica e culturale.

### Le vetrine
- Prima vetrina: vi sono  un Gesù bambino e alcune Madonne realizzate in cartapesta e legno e conservate sotto campane di vetro; sono esposti anche busti realizzati in bronzo e vasi di porcellana.
- Seconda, terza e quarta vetrina: piatti, vasi, statuine e brocche realizzate con vari materiali; centrotavola realizzati in porcellana di Capodimonte.
- Quinta vetrina: bicchieri e bottiglie di Murano, cristalli di Boemia, oggetti vari quali vasi e centrotavola.
- Sesta vetrina: testi liturgici aventi copertine in lamina di bronzo dorato e materiali vari, statuine in ceramica, leggio in legno con raffigurazione della Madonna di Pompei.
- Settima vetrina: piastrelle, piatti e statuine realizzate in ceramica e in avorio.
- Ottava, nona e decima vetrina: orologi, vasi in ceramica di Capodimonte, mattonelle, centrotavola e piatti di vari materiali.
- Undicesima e dodicesima vetrina: candelabri in bronzo dorato e alabastro, corone, croci.
- Tredicesima vetrina: sculture raffiguranti la facciata della Basilica, il Calvario, la Madonna del Rosario e la Natività, tutto realizzato in avorio.
- Quattordicesima vetrina: centrotavola e statuine realizzate in ceramica italiana e straniera.
- Quindicesima vetrina:  presepe napoletano, vasi realizzati in ceramica, bronzo e opalina, statuette in    bronzo e centrotavola in alabastro.
- Sedicesima vetrina: vasi e statuine cinesi.
- Diciassettesima vetrina: orologi realizzati in bronzo e ceri policromi.
- Diciottesima vetrina: statuine realizzate in argento raffiguranti bambini.
- Diciannovesima vetrina: vasi, candelabri e centrotavola in argento.
- Ventesima vetrina: candelabri, portacandele e statuine di bambini realizzate in argento.
- Ventunesima vetrina: calici realizzati in oro, argento e bronzo dorato.
- Ventiduesima vetrina: statue realizzate in cartapesta, bronzo e argento, raffiguranti Santi, Madonne e Bambini.
- Ventitreesima vetrina: medaglie, spadini e armi.

## Cronotassi dei delegati pontifici
- Arcivescovo Francesco Saverio Toppi † (1996 - 17 febbraio 2001 ritirato)
- Arcivescovo Domenico Sorrentino (17 febbraio 2001 - 2 agosto 2003 nominato segretario della Congregazione per il culto divino e la disciplina dei sacramenti)
- Arcivescovo Carlo Liberati (5 novembre 2003 - 10 novembre 2012 ritirato)
- Arcivescovo Tommaso Caputo, dal 10 novembre 2012

## Galleria d'immagini

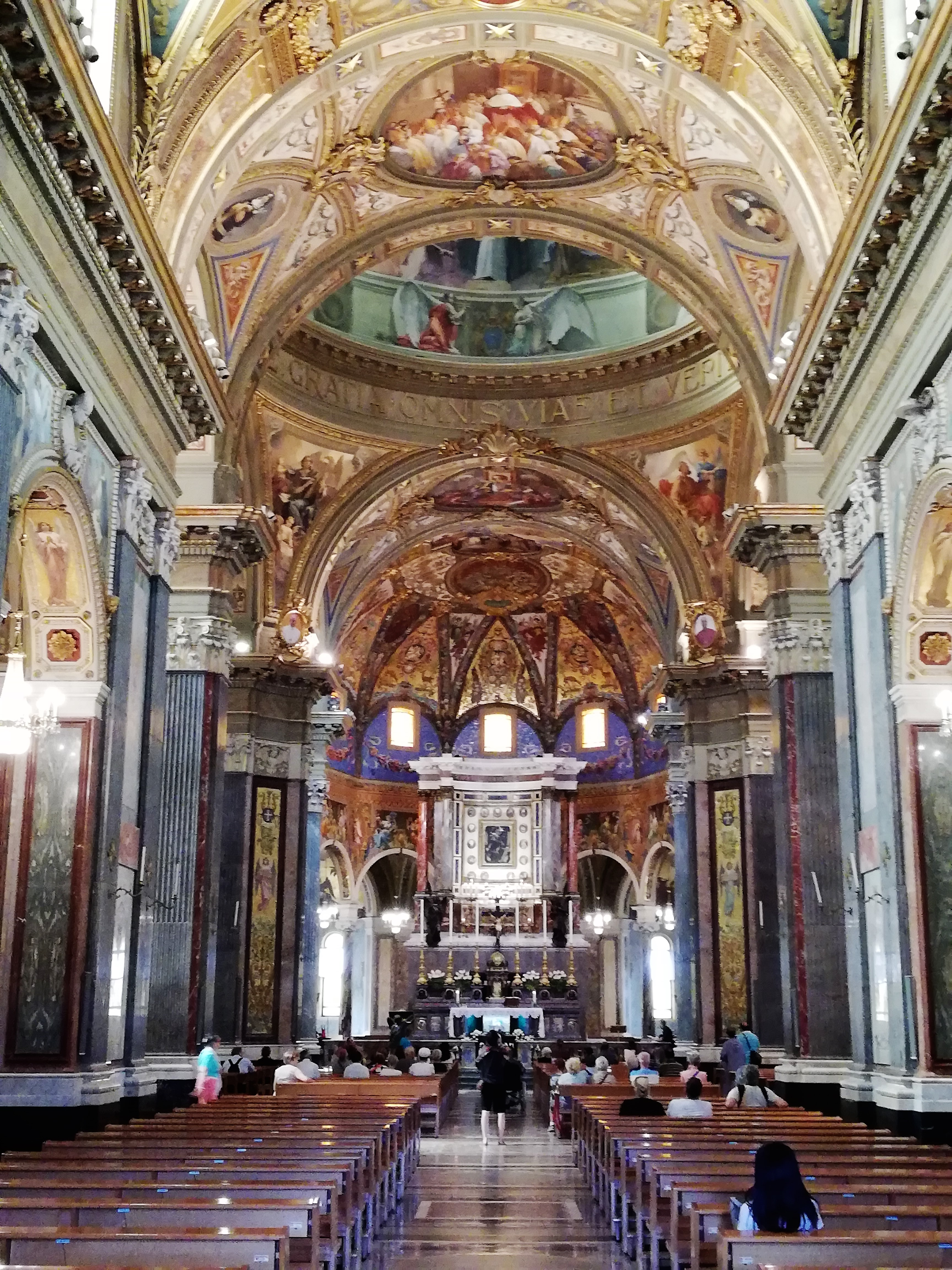
Abside.
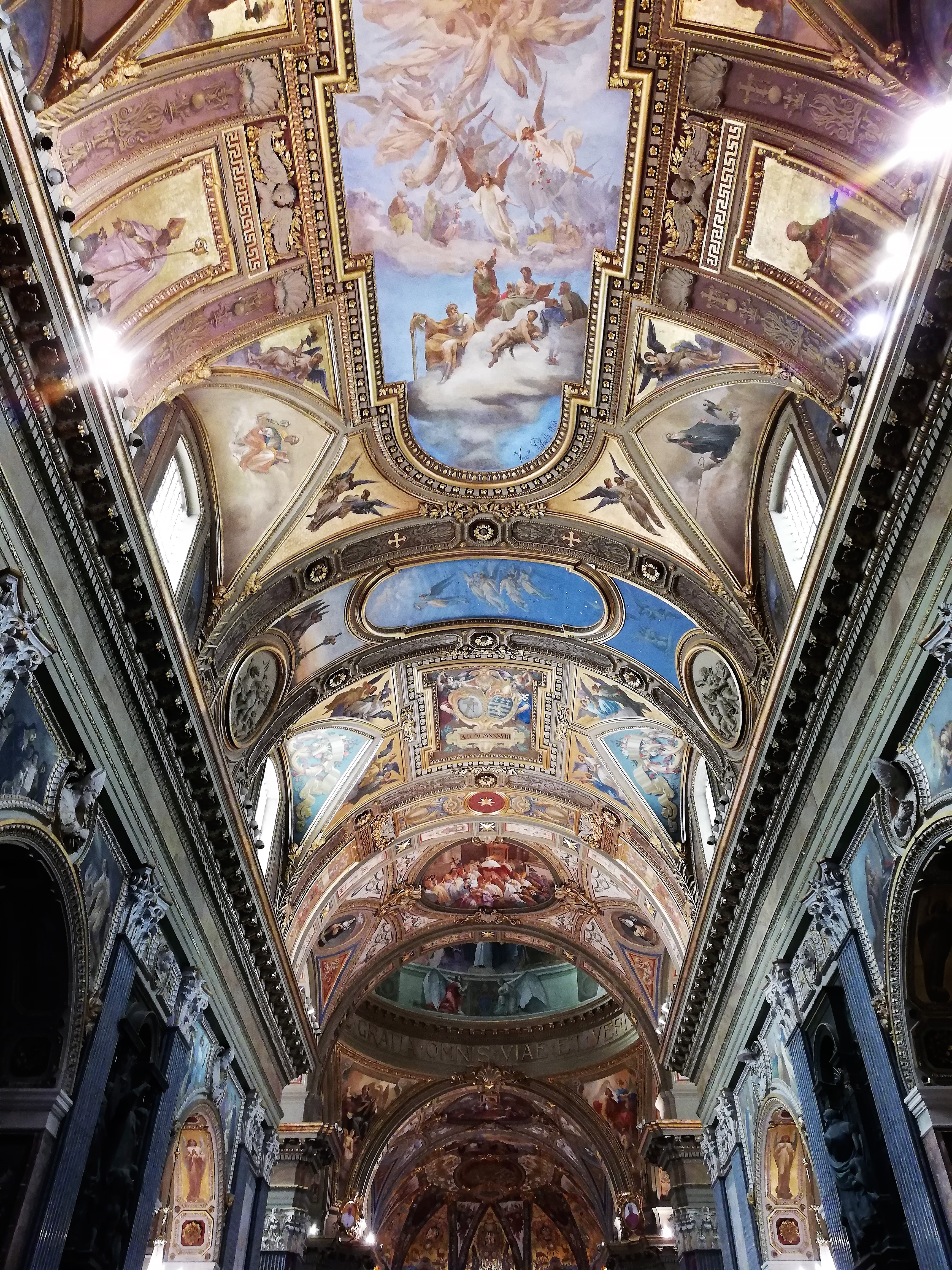
Volta navata.
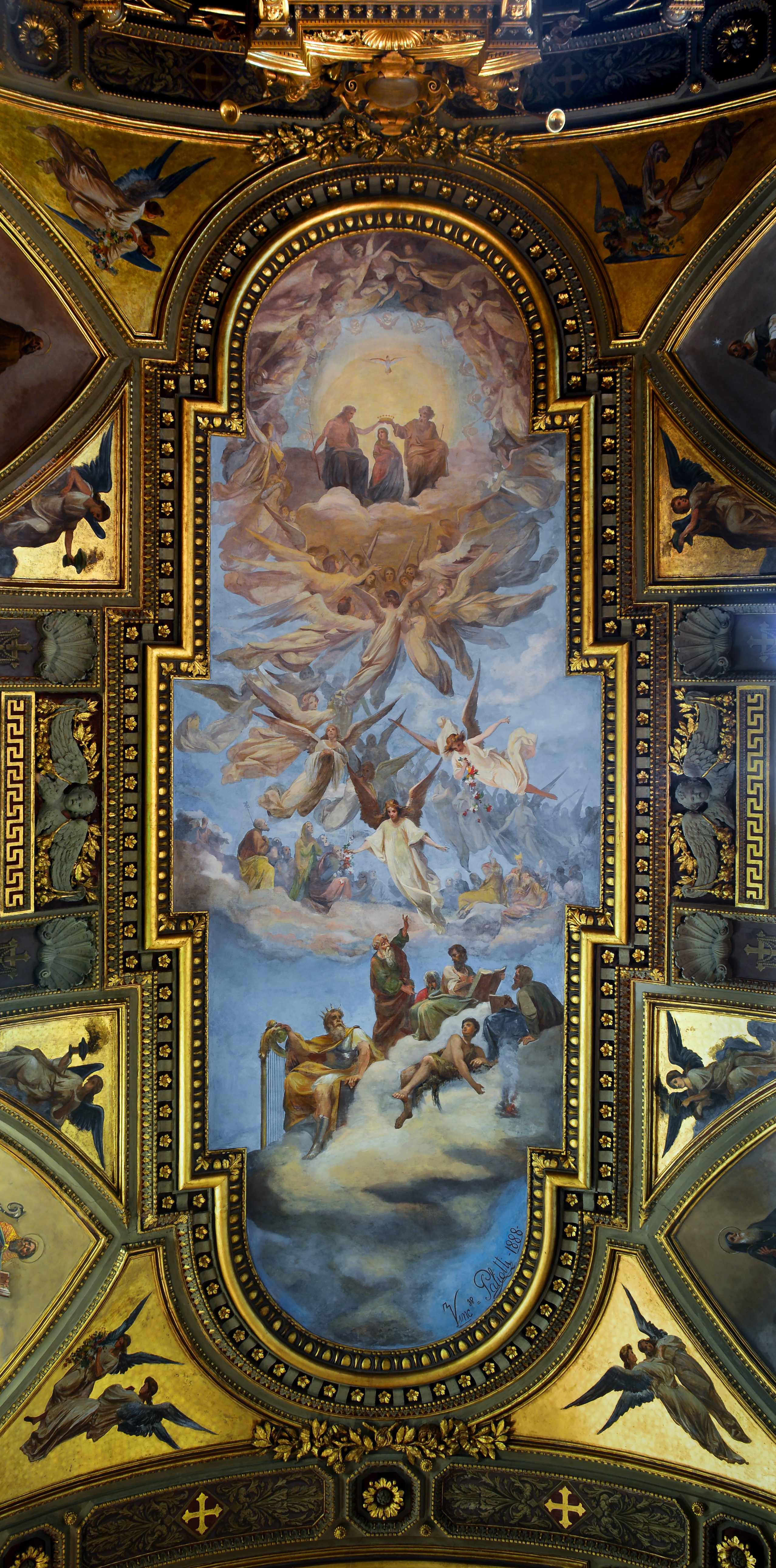
Affresco.
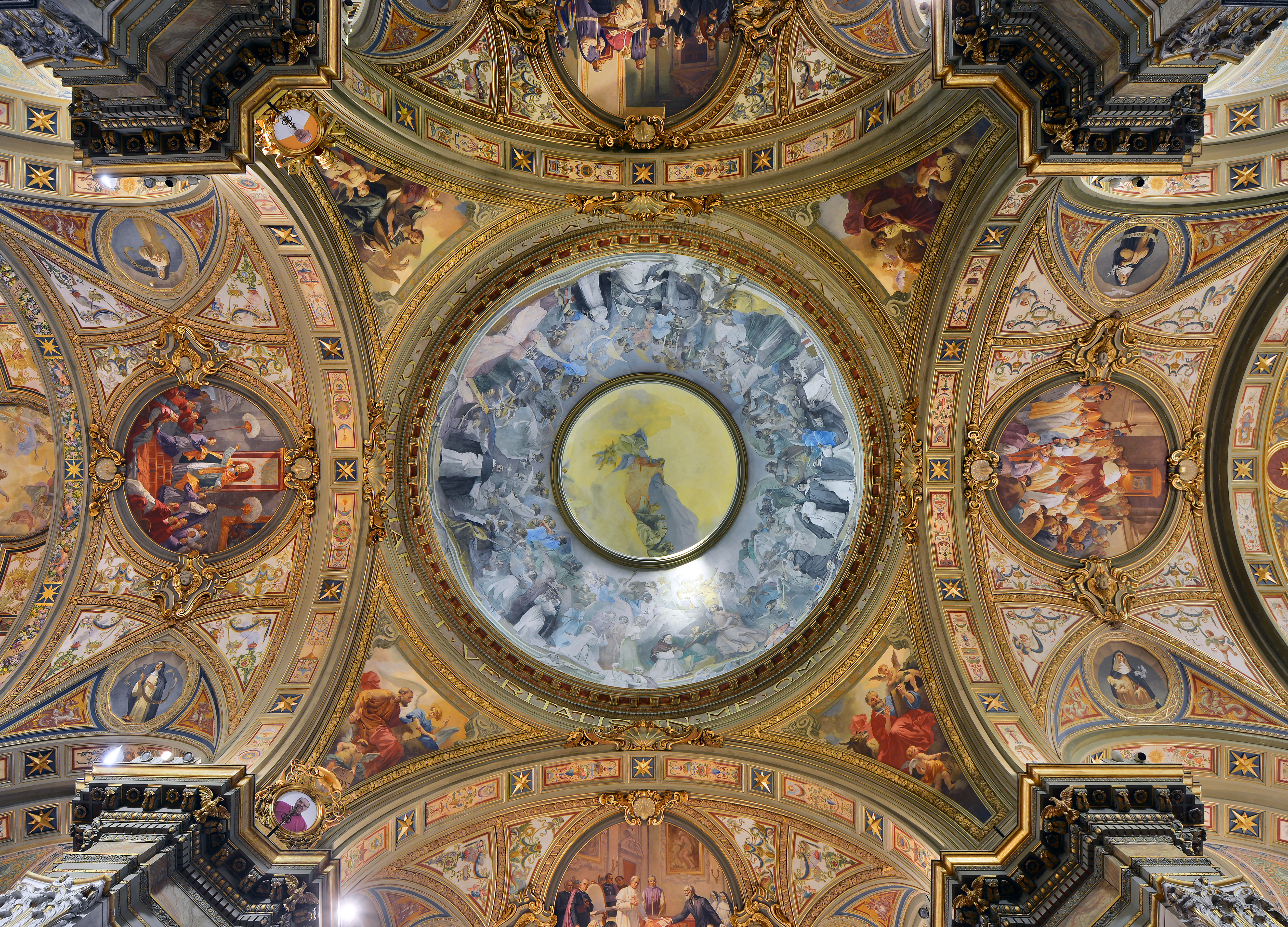
Cupola.
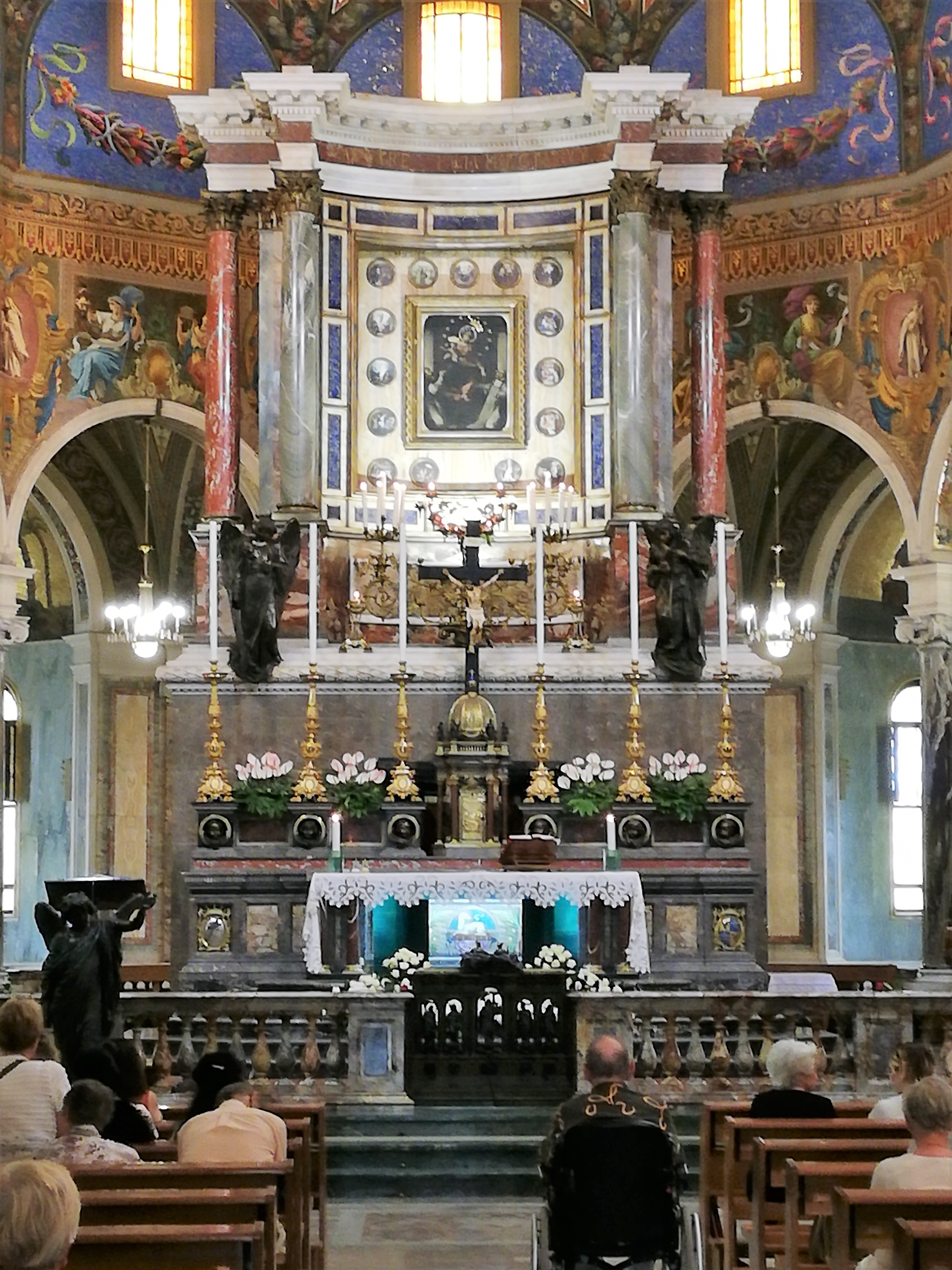
Presbiterio.
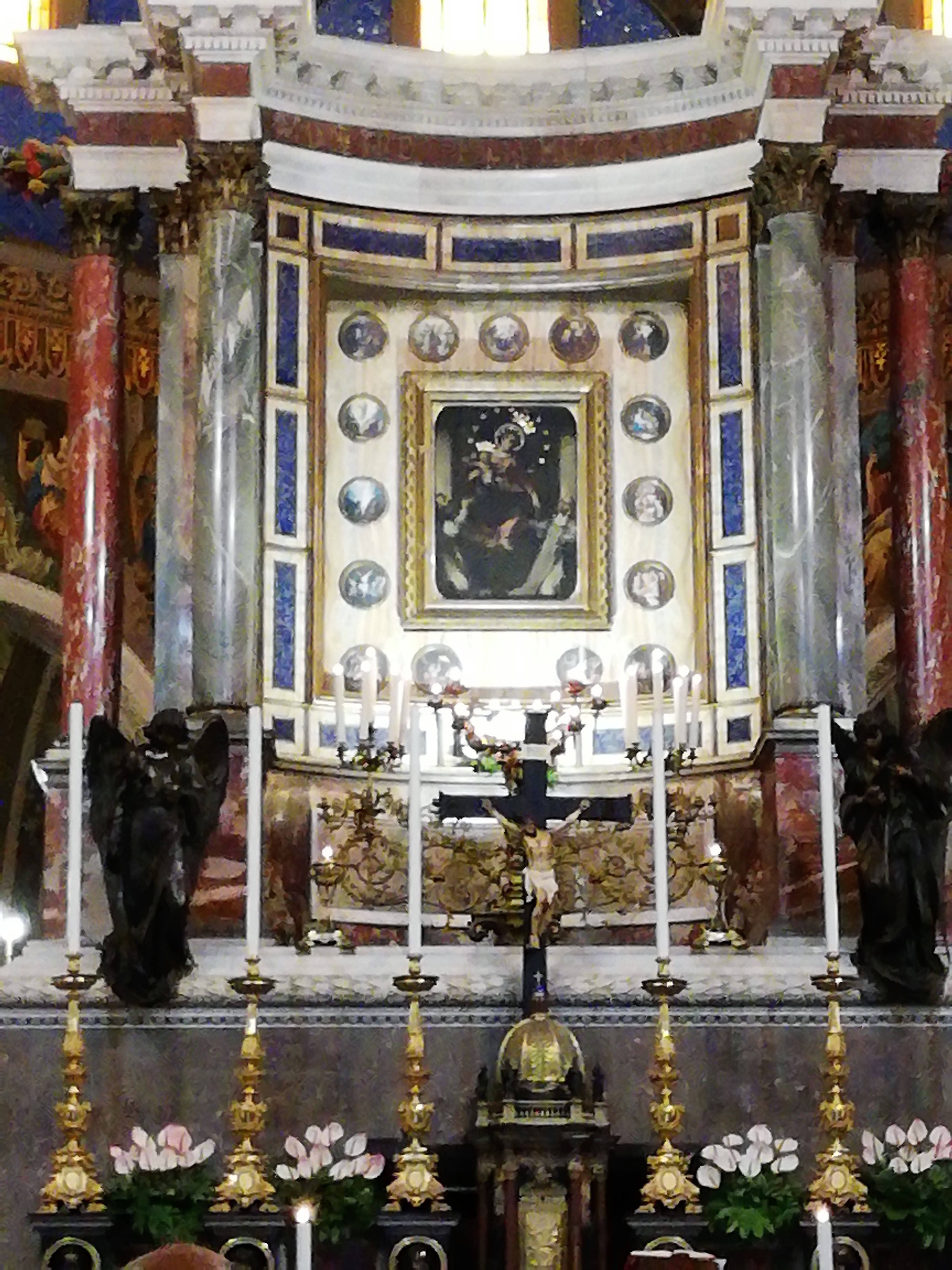
Dipinto.
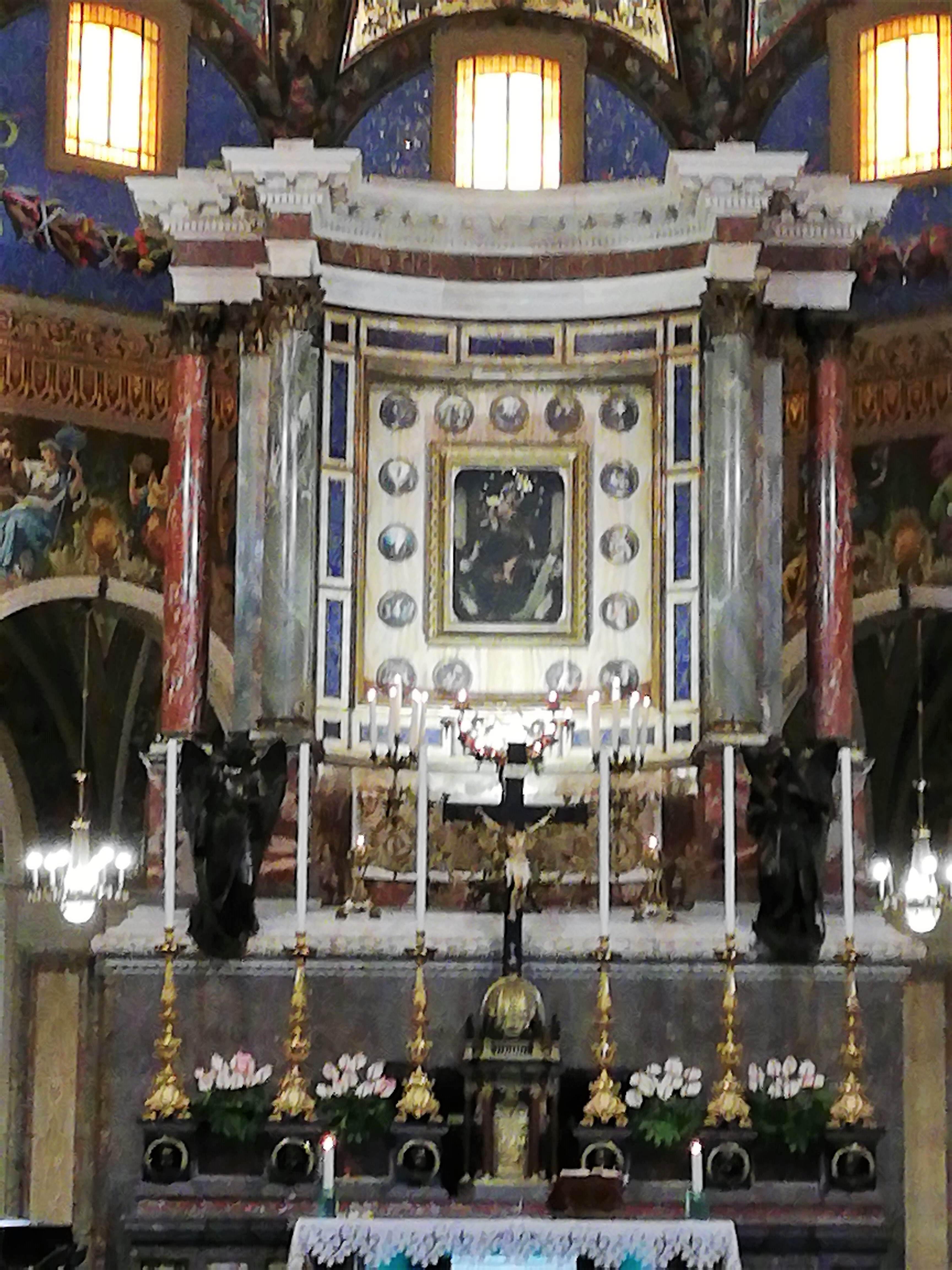
Altare.
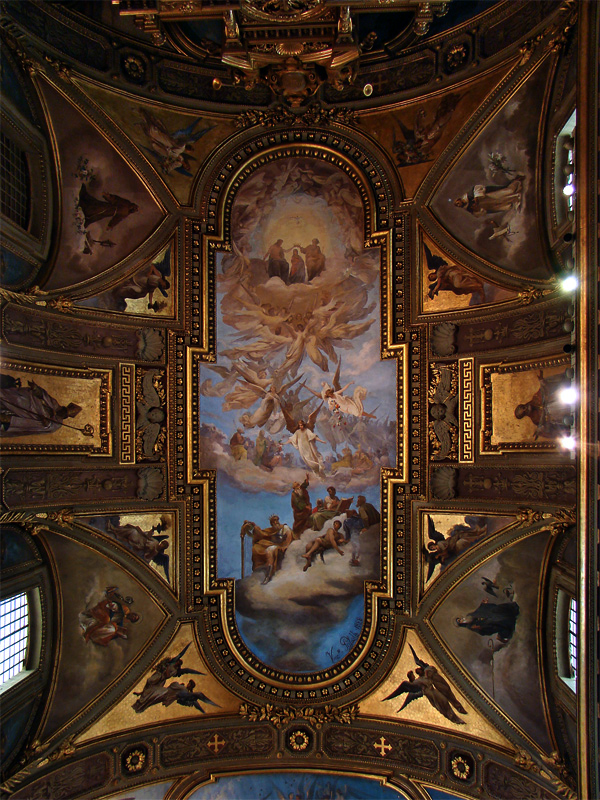
Affresco.
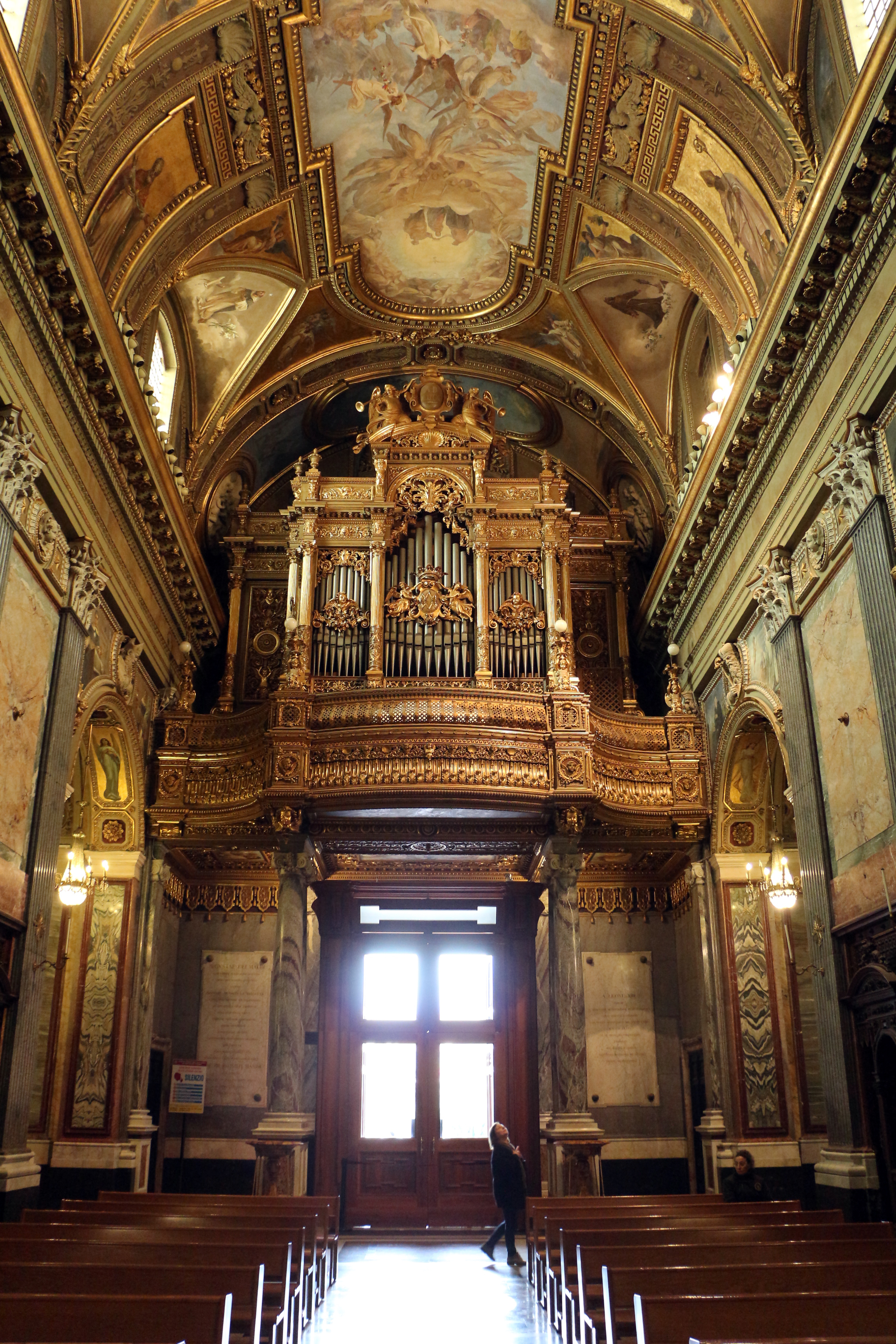
Controfacciata.

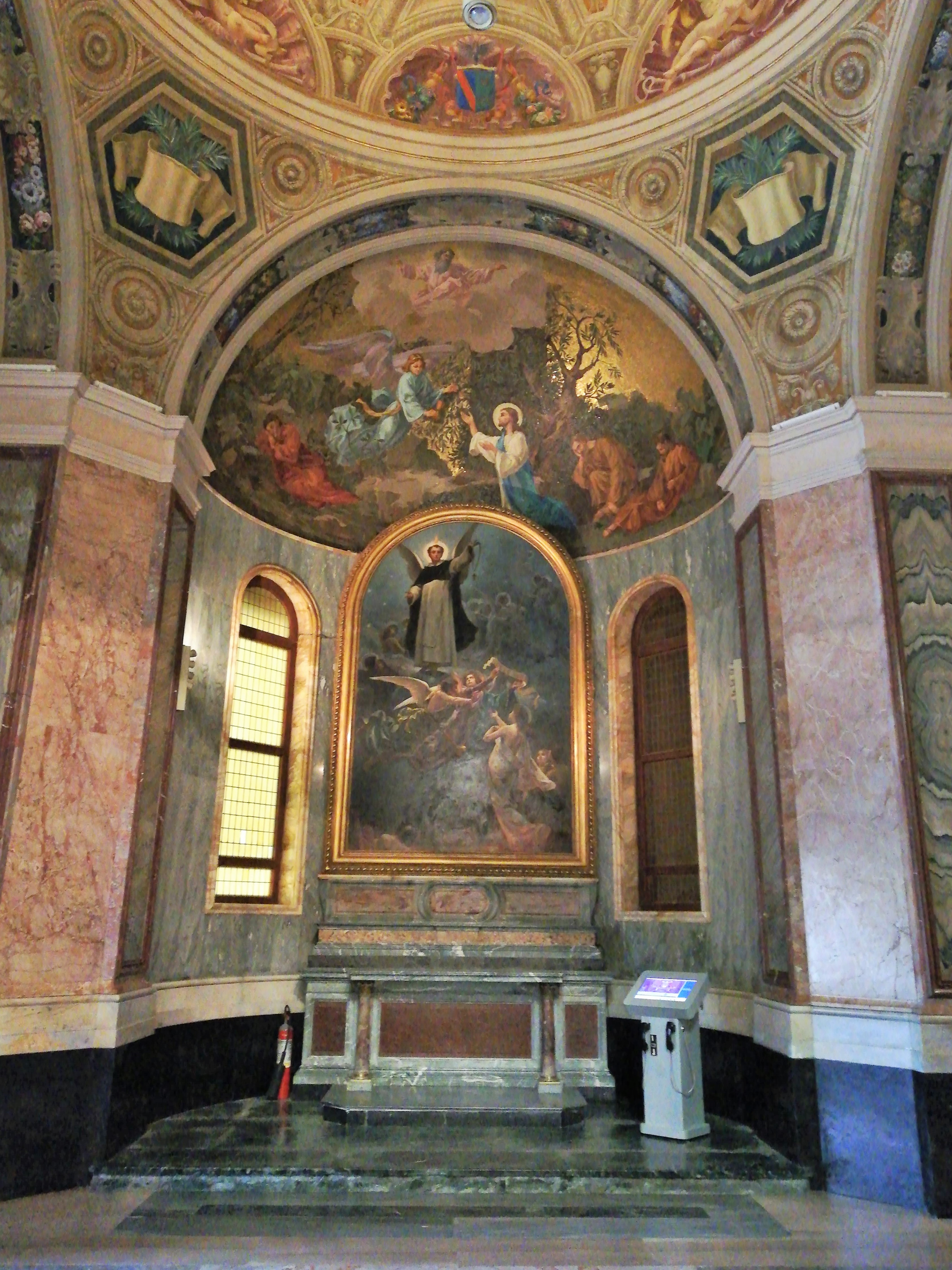
Cappella di San Vincenzo Ferreri, dipinto di Ponziano Loverini.
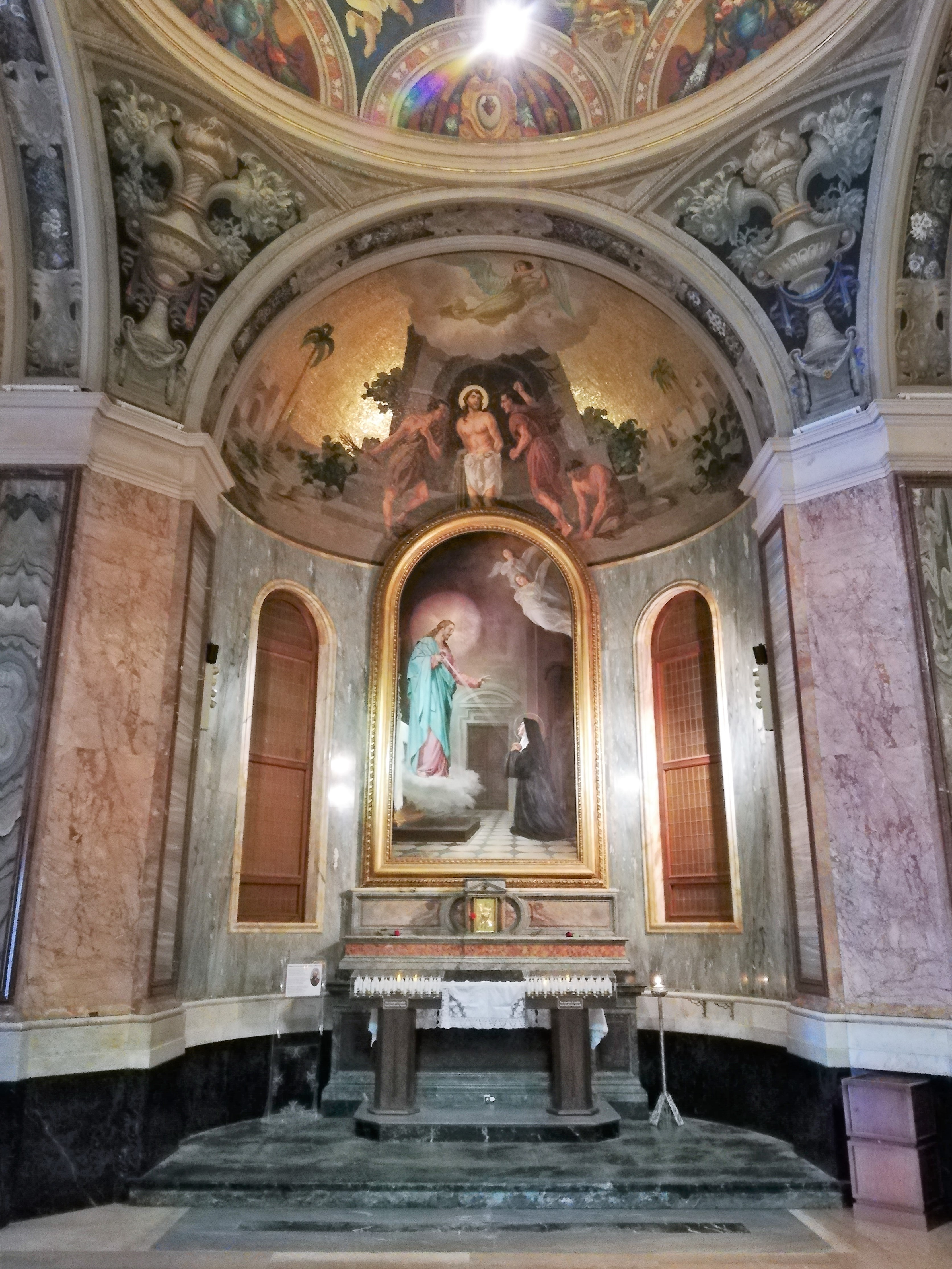
Cappella di Santa Margherita Maria Alacoque.
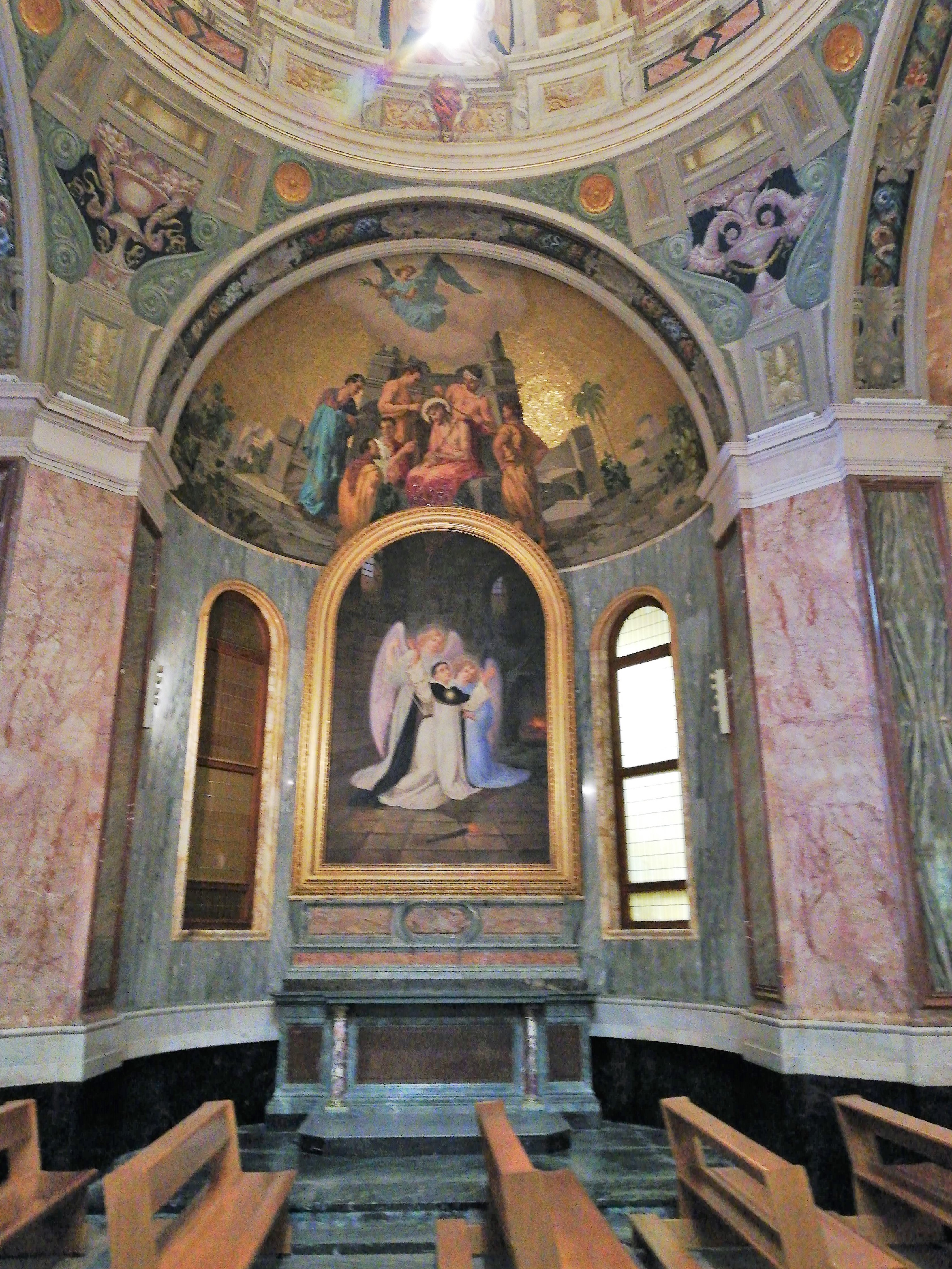
Cappella di San Tommaso d'Aquino.
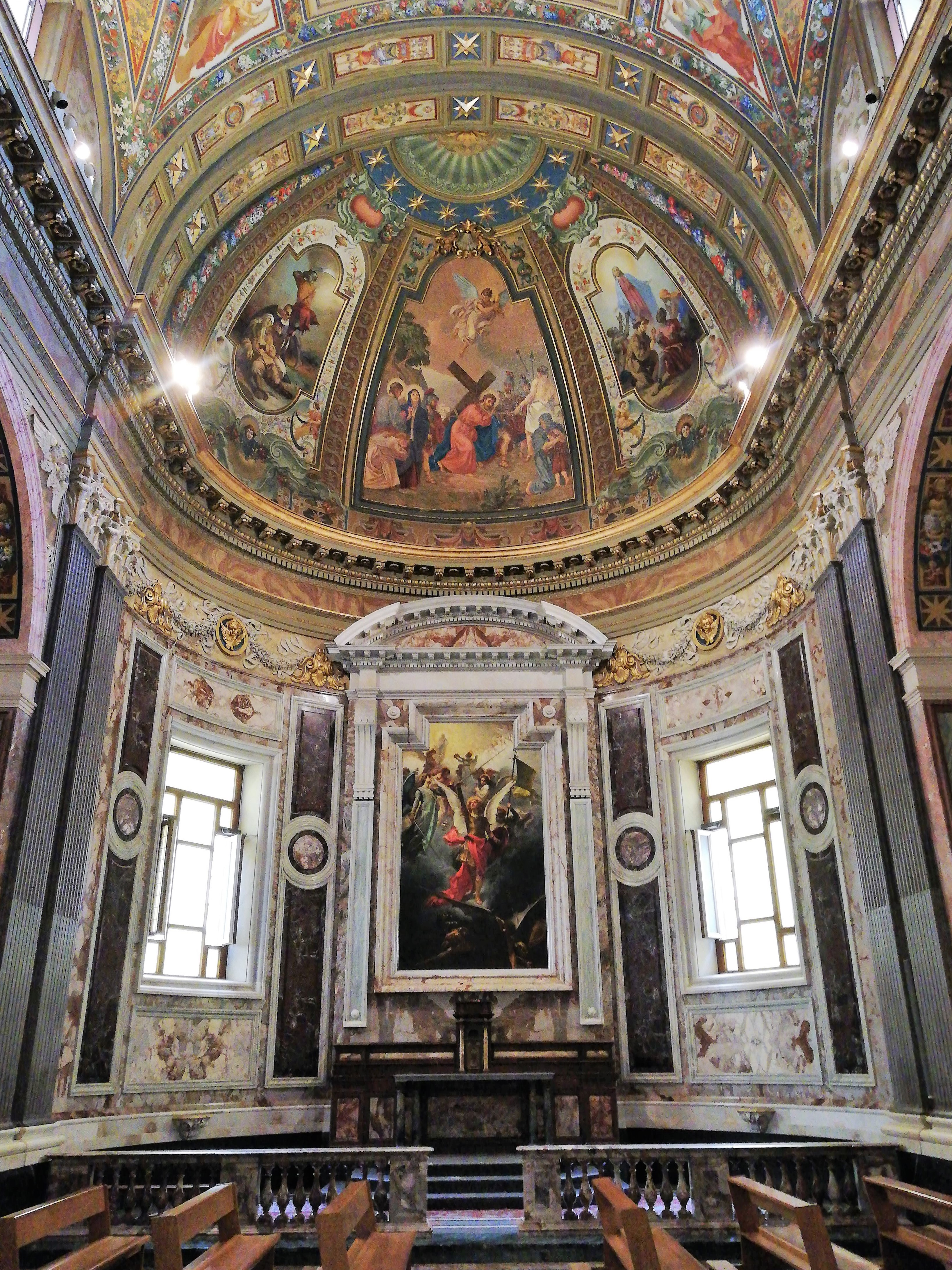
Transetto sinistro Cappella di San Michele Arcangelo.
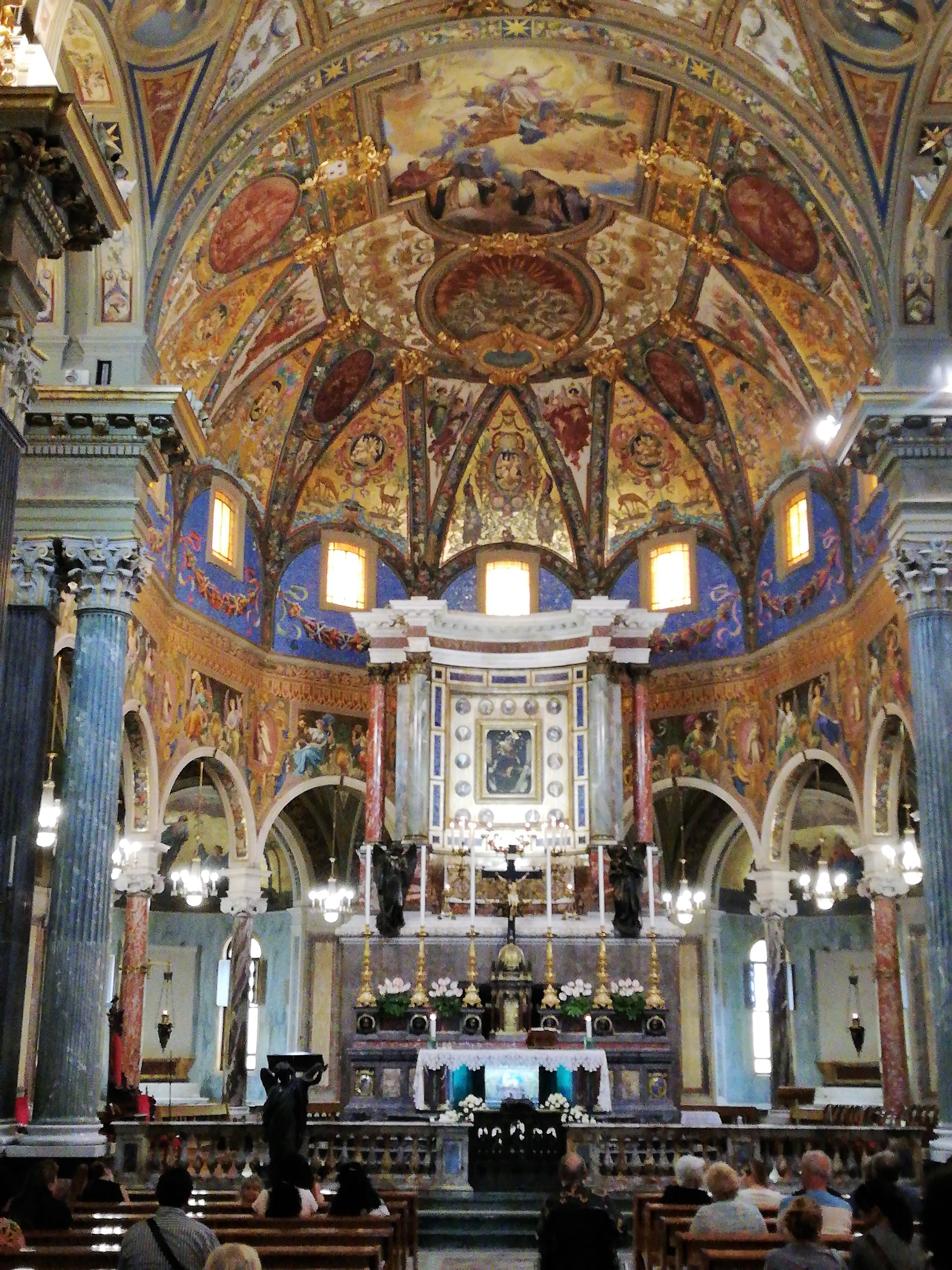
Abside e altare maggiore.
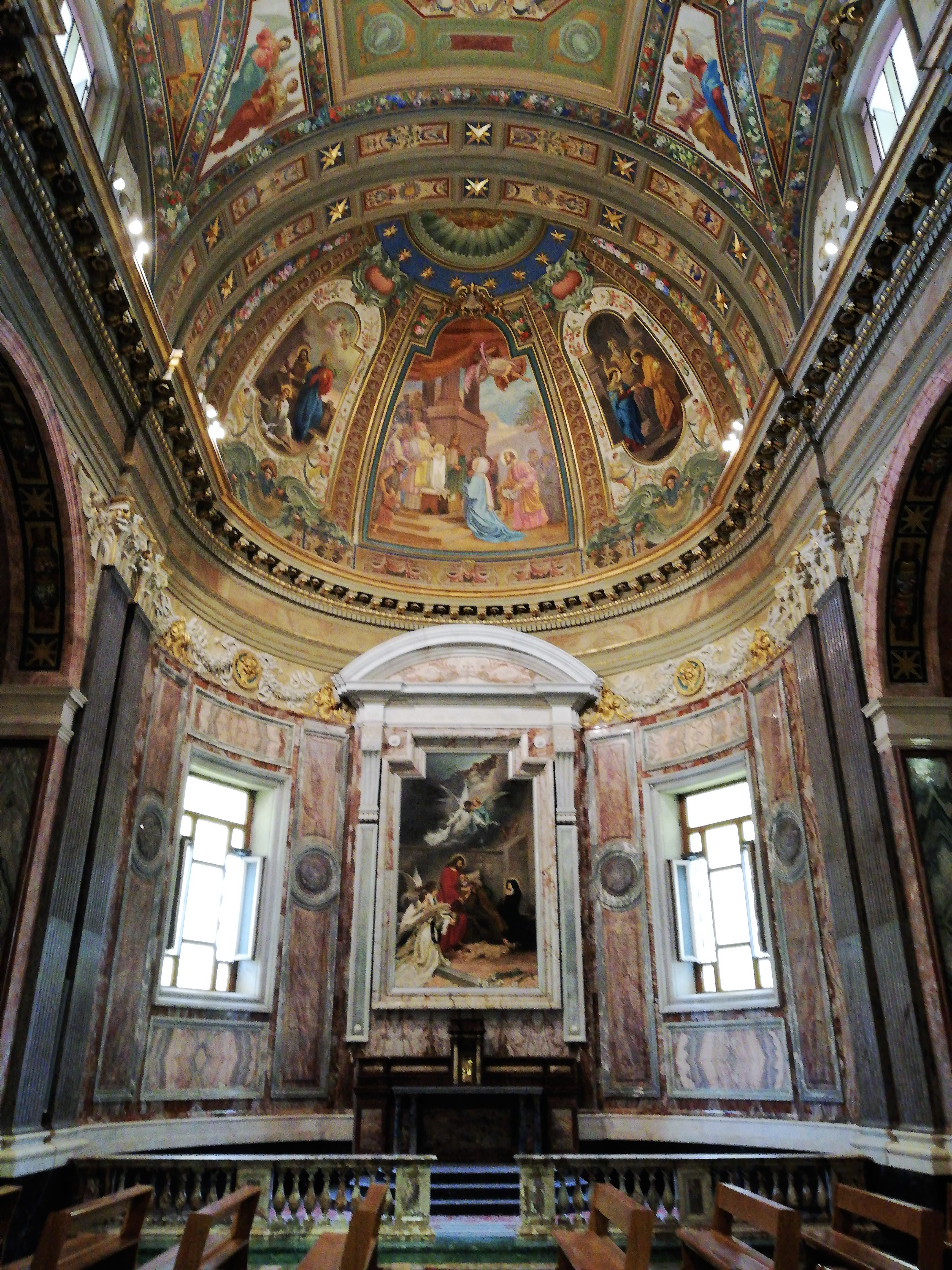
Transetto destro Cappella del Transito di San Giuseppe.
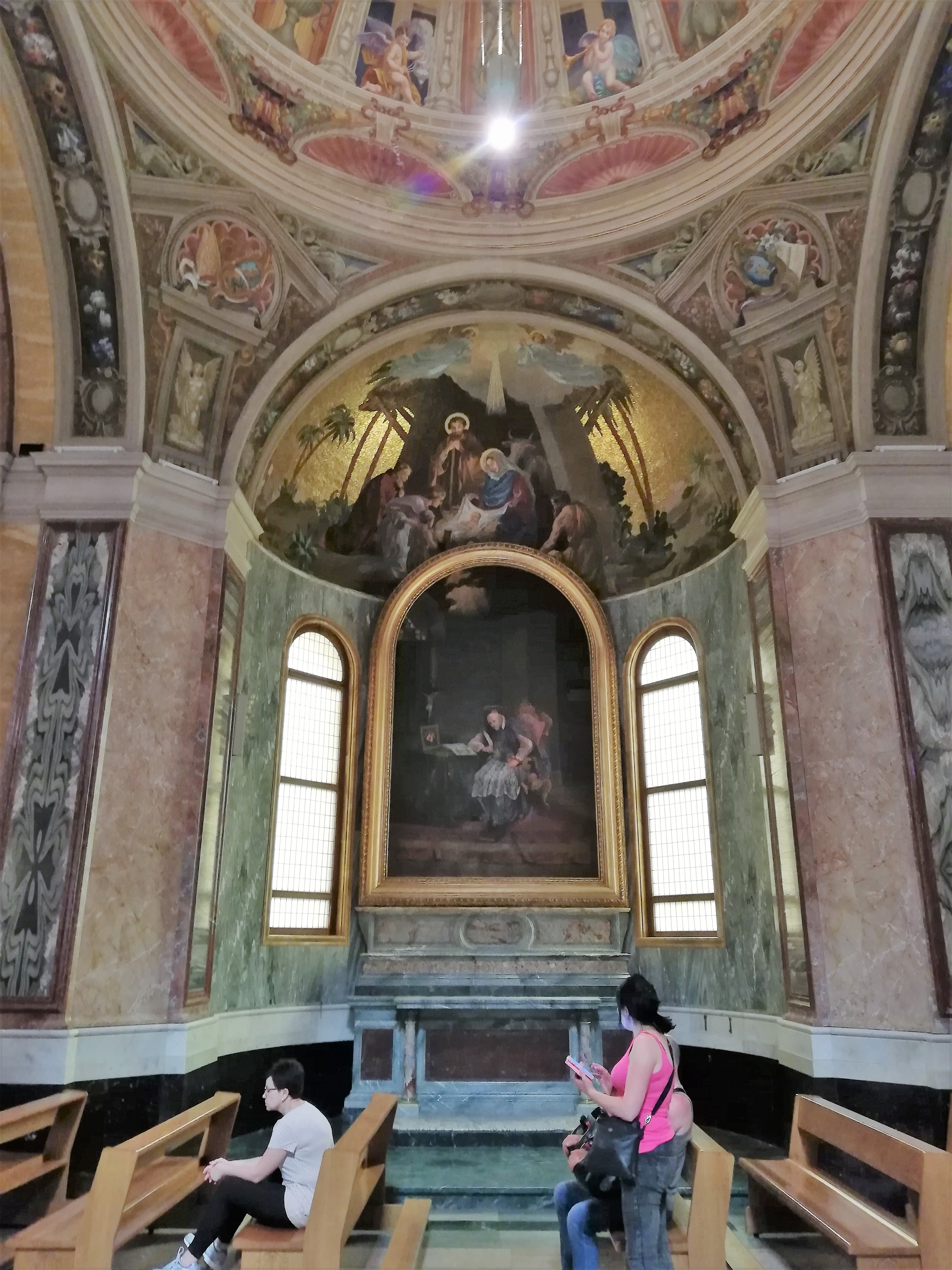
Cappella di Sant'Alfonso Maria de' Liguori.
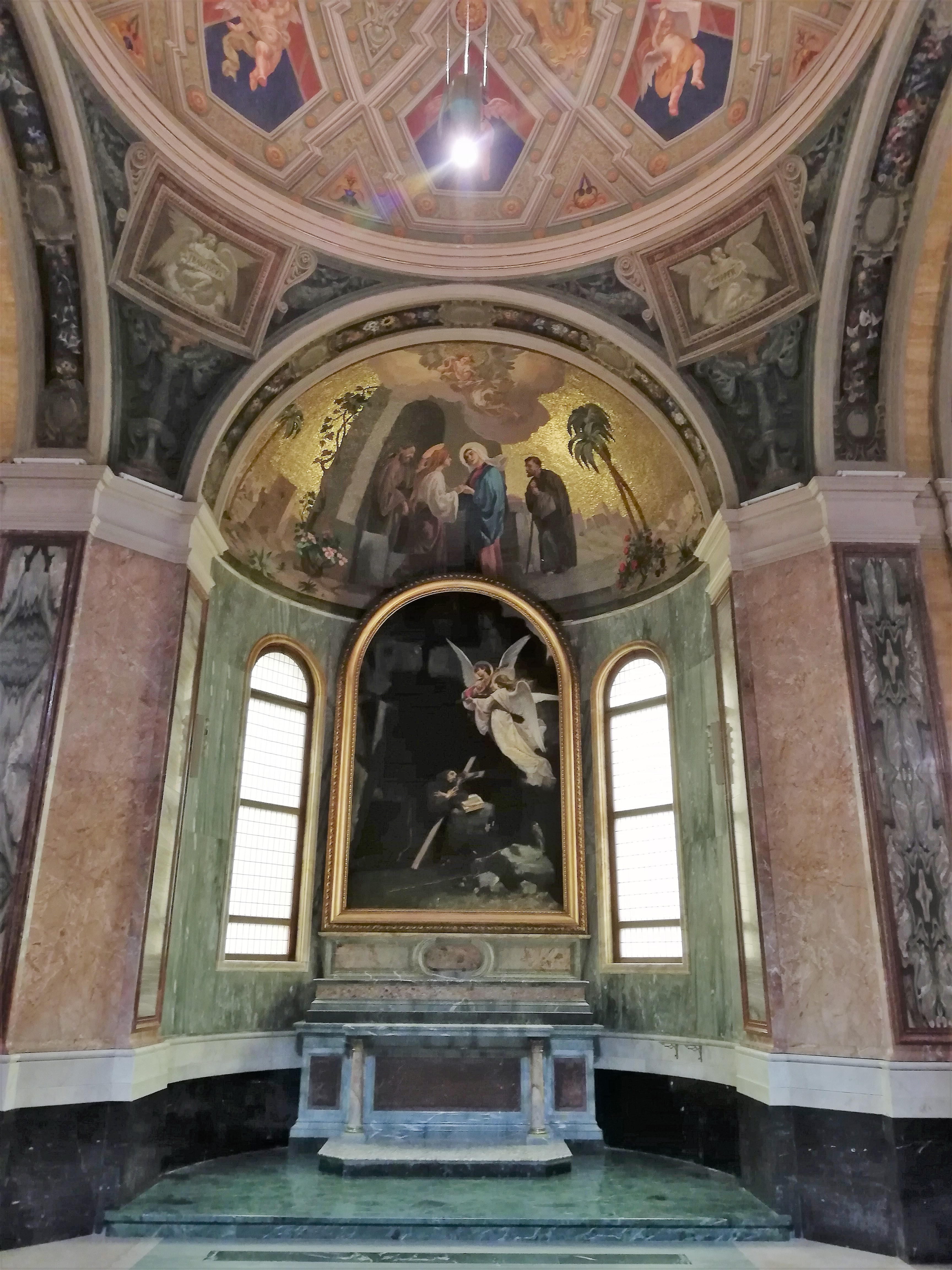
Cappella di San Francesco d'Assisi
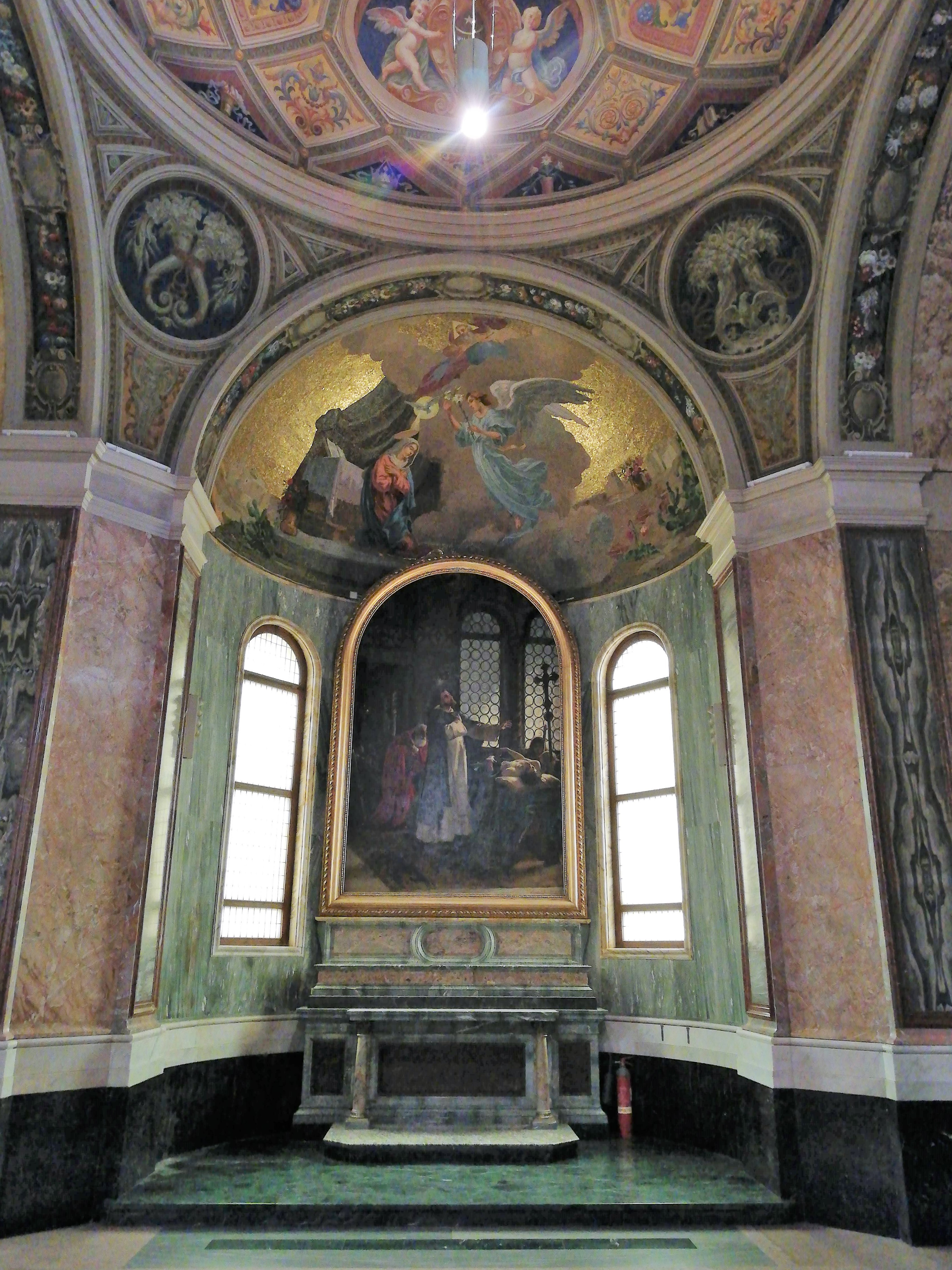
Cappella di San Domenico di Guzmán.